# Maniago
Maniago (Manià in friulano) è un comune italiano di 11 479 abitanti dell'ex provincia di Pordenone, in Friuli-Venezia Giulia. È nota per l'arte fabbrile, tanto da ricevere l'appellativo di "Città del coltello" (sono infatti molte le coltellerie, impiantate artigianalmente, a partire dall'età medievale).

## Origine del nome
Il nome proprio Maniago nasce come toponimo in epoca romana, come testimoniano alcuni reperti archeologici rinvenuti nella zona. La sua origine è stata fatta risalire alla lingua latina, con l'aggiunta del suffisso celtico -aco, e deriva, secondo gli studiosi, da "terra di Manilius".

## Geografia fisica

### Territorio e ambiente
Il comune si trova nella parte occidentale del Friuli-Venezia Giulia, all'imboccatura di 2 valli, della pedemontana pordenonese: la Val Cellina e la Val Còlvera, a circa 70 km dal mare Adriatico. Il suo centro urbano sorge a un'altitudine di 283 m s.l.m., nella zona di confluenza tra i torrenti Cellina e Còlvera, che attraversa l'abitato maniaghese. Il territorio comunale raggiunge un'altezza massima di 1.224 m s.l.m. e un'altezza minima di 171 m s.l.m.

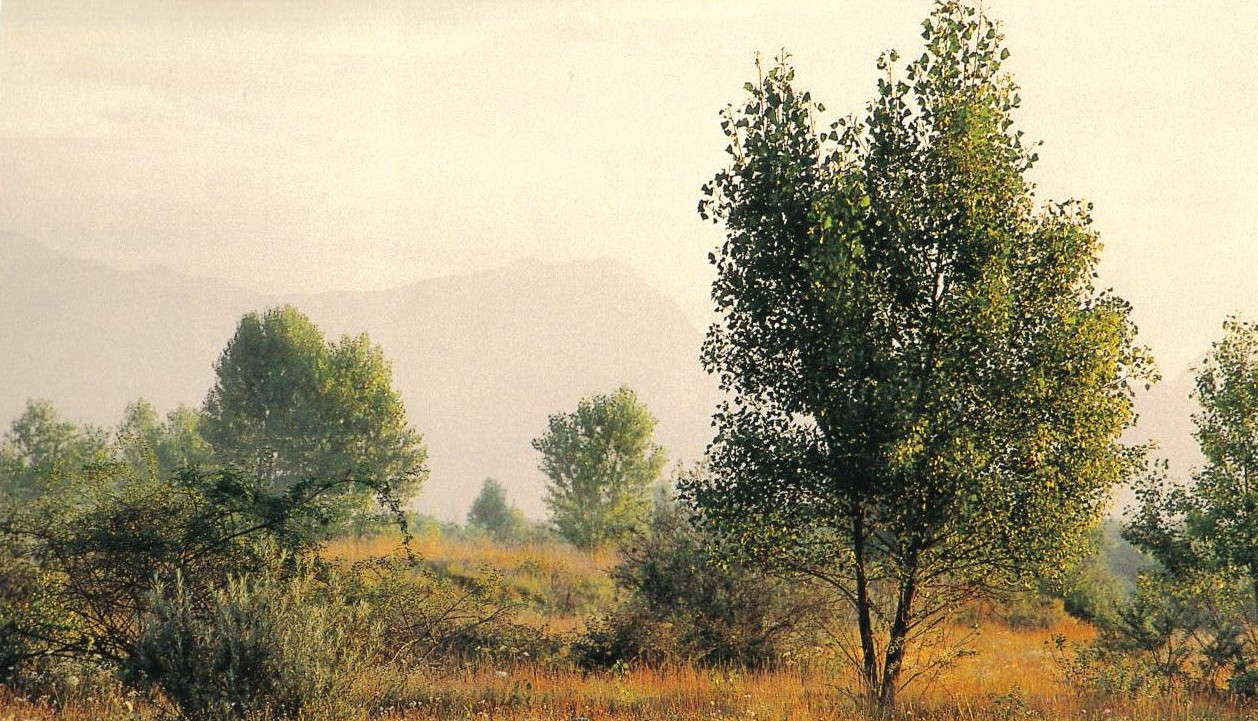
Paesaggio dei Magredi

Sorge in una piana ai piedi delle Prealpi, che si innalzano alle spalle dell'abitato. Tra i principali rilievi maniaghesi vi sono il Monte Jôuf, il Monte Fara e il Monte San Lorenzo. Nel suo territorio sono presenti ambienti molto diversi tra loro, che comportano una grande varietà di flora e fauna.
Nella porzione settentrionale del Comune, dall'altitudine più elevata, si estendono boschi di latifoglie, quali querce, castagni, faggi, acacie e aceri, con un rigoglioso sottobosco; nella zona meridionale si trova l'area dei Magredi, protetta come 'riserva naturale' (situata dove le acque di Cellina e Meduna sprofondano nella falda acquifera); è un ambiente pianeggiante, caratterizzato da forte permeabilità del suolo e dalla conseguente scarsa produttività dei terreni.
Il comune è situato a circa 25 km a nord-est di Pordenone e, inoltre, dista 45 km da Udine.

#### Fiumi e torrenti
- torrente Meduna
- torrente Cellina
- Torrente Còlvera
- Rio Molta

#### Monti
- Monte Jôuf, 1.224 m s.l.m.
- Monte Fara, 1.342 m s.l.m.
- Monte San Lorenzo, 736 m s.l.m.

#### Valli
- Valcellina (fur. Valcelina)
- Val Còlvera (fur. Valcolvare)
- Valpiccola (fur. Valpiçula)

### Clima
Il clima di Maniago (classificazione climatica: zona E, 2.850 GG) è 'temperato', con inverni piuttosto freddi ed estati calde, ma non secche (Maniago è interessata da una piovosità piuttosto regolare, durante tutti i mesi dell'anno, con le medie più alte in estate e autunno). Gli inverni sono caratterizzati da temperature moderatamente basse (media gennaio +1,5 °C), spesso con minime notturne negative tra gennaio e marzo, e da precipitazioni minori rispetto ad altri mesi (gennaio è il mese meno piovoso, con una media di 64 mm). A partire dalla metà degli anni duemila si è assistito a un calo delle nevicate, rispetto ad inverni precedenti. Le stagioni intermedie sono variabili e presentano caratteristiche ora della stagione precedente, ora di quella successiva, in particolar modo nel primo periodo autunnale, durante il quale talvolta si registrano temperature estive. L'estate maniaghese è caratterizzata da temperature piuttosto elevate, specie in luglio e agosto, quando il termometro supera spesso i +25 °C, con precipitazioni e temporali molto frequenti, soprattutto in giugno. La nebbia è fenomeno abbastanza raro e di breve durata, si verifica poche volte all'anno, soprattutto nelle prime ore del mattino.

#### Stazioni meteorologiche
Nel territorio comunale è ubicata la stazione meteorologica di Maniago.
Nella tabella sottostante sono riportati i valori climatologici medi relativi al trentennio di riferimento climatico 1961-1990, registrati presso la stazione meteorologica di Maniago; in particolare i valori medi mensili e stagionali di temperatura e precipitazioni registrati nella città in tale periodo di riferimento.
| Maniago             | Mesi | Mesi | Mesi | Mesi | Mesi | Mesi | Mesi | Mesi | Mesi | Mesi | Mesi | Mesi | Stagioni | Stagioni | Stagioni | Stagioni | Anno  |
| Maniago             | Gen  | Feb  | Mar  | Apr  | Mag  | Giu  | Lug  | Ago  | Set  | Ott  | Nov  | Dic  | Inv      | Pri      | Est      | Aut      | Anno  |
| ------------------- | ---- | ---- | ---- | ---- | ---- | ---- | ---- | ---- | ---- | ---- | ---- | ---- | -------- | -------- | -------- | -------- | ----- |
| T. max. media (°C)  | 5,6  | 7,2  | 10,6 | 15,1 | 20,0 | 23,2 | 25,7 | 25,3 | 22,2 | 17,4 | 10,6 | 6,7  | 6,5      | 15,2     | 24,7     | 16,7     | 15,8  |
| T. min. media (°C)  | −2,6 | −1,7 | 1,7  | 5,8  | 9,4  | 12,9 | 14,5 | 14,1 | 11,5 | 7,7  | 3,3  | −0,7 | −1,7     | 5,6      | 13,8     | 7,5      | 6,3   |
| Precipitazioni (mm) | 64   | 67   | 86   | 130  | 107  | 143  | 105  | 119  | 115  | 120  | 150  | 108  | 239      | 323      | 367      | 385      | 1 314 |

### Sismologia
Secondo la classificazione sismica, il territorio del comune di Maniago appartiene alla zona 1 (Ordinanza PCM n.3274 del 20/03/2003), caratterizzata da un elevato livello di sismicità. L'evento sismico di maggior rilievo che ha colpito il comune nell'ultimo secolo è stato il Terremoto del Friuli del 1976, con epicentro a nord-est di Maniago, tra Gemona del Friuli e Artegna. La città, così come molti altri centri abitati del territorio, è stata gravemente danneggiata dal sisma, con rilevanti danni a edifici e monumenti e numerosi sfollati.

## Storia
La strategica posizione di Maniago, lungo la pedemontana del Friuli Occidentale, ha sempre permesso alla cittadina di svolgere un ruolo importante nel contesto viario che conduceva dalla pianura ai passi montani, attraverso le valli del Cellina, del Còlvera e del Meduna. Tracce di presenza umana riferite al periodo Neolitico sono state rinvenute nelle grotte del monte San Lorenzo, in particolare frammenti di oggetti in ceramica e altri reperti in pietra, che testimoniano l'esistenza di possibili insediamenti abitativi preistorici.
Modeste le testimonianze circa la presenza in zona dei Celti, abitanti in terra friulana da III secolo a.C., anche se sono ancora vive alcune usanze, come l'accensione dei falò epifanici, che a questa popolazione possono riferirsi. Sicure sono le prove che documentano sul territorio la presenza dei Romani, a cominciare dalla stessa voce Maniago, nome di origine latina con suffisso celtico -aco, forse terra di Manilius.
Il rinvenimento di numerose monete e lapidi con iscrizioni di epoca romana e, soprattutto, il tracciato della strada che da Concordia, per San Quirino, San Foca e il guado della Cossana arrivava a Maniago e proseguiva verso la montagna, salendo dal versante meridionale del San Lorenzo, consente di dilatare la storia maniaghese ben oltre i mille anni ufficiali. Databili intorno all'VIII secolo sono alcuni frammenti scultorei murati sulla facciata del Duomo e risalenti al periodo dei Longobardi, popolo che, raggiunto il Friuli nel 568, si stabilì anche a Maniago e nelle terre vicine, probabilmente ai piedi del Monte Fara, voce che in longobardo significa proprio "famiglia".

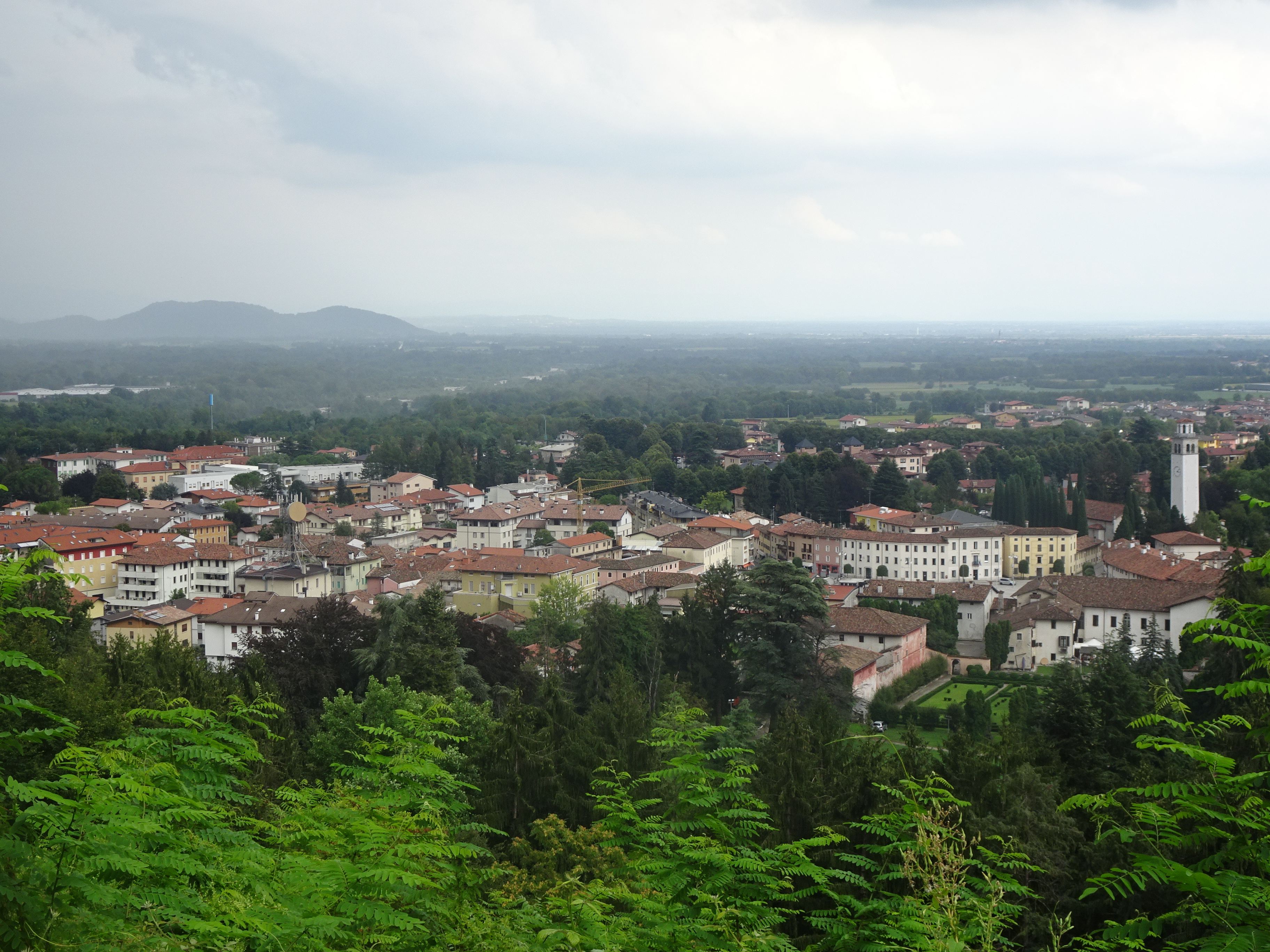
Maniago vista dall'alto

Il primo documento che riporta il nome di Maniago in forma scritta è il diploma dell'imperatore Ottone II di Sassonia, inviato da Ravenna al fedele Rodoaldo, Patriarca di Aquileia, per confermargli il possesso di alcune terre tra cui la cortem que vocatur Maniacus, vale a dire la corte che è chiamata Maniaco. È il 12 gennaio 981. Nel documento sono chiaramente indicati i confini della corte, posta tra le acque del Cellina e del rivo Corto, presso la chiesa di Marcadello, luoghi questi ultimi identificati con il Rugo Storto e la Chiesa di Madonna di Strada in comune di Fanna.

## Monumenti e luoghi d'interesse
Nonostante si tratti di un centro poco esteso, a Maniago sono conservati pregevoli monumenti che mostrano il passato e la storia della cittadina nel corso dei secoli, in particolar modo durante la dominazione veneziana. I luoghi e i monumenti più rappresentativi sono situati principalmente nel centro storico e nelle vie circostanti a esso.

### Architetture religiose

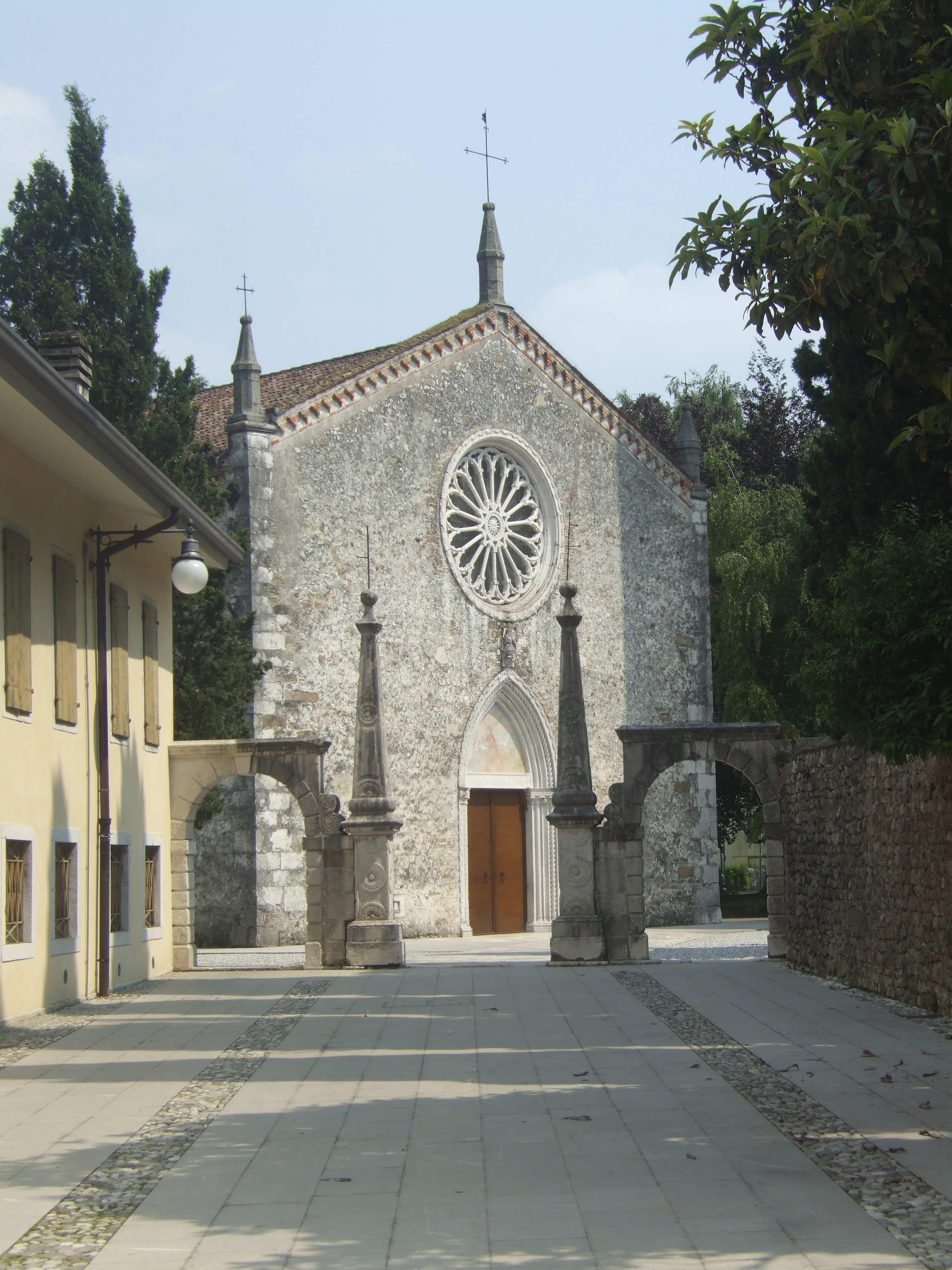
La facciata del Duomo di San Mauro Martire

- Duomo di San Mauro Martire, eretto nel 1488 sui resti di un precedente edificio di culto risalente al tempo dei Longobardi, rappresenta uno dei più importanti esempi di architettura tardo gotica del Friuli Venezia Giulia. Impreziosito dal notevole portale settecentesco a sesto acuto, opera di Giacomo Conte, e dal pregiato rosone centrale altamente decorativo, il duomo custodisce al suo interno importanti opere artistiche, tra i quali una pala di Pomponio Amalteo del 1558 e gli affreschi del coro dello stesso pittore risalenti al 1572.[18]
- Chiesa dell'Immacolata Concezione, detta "della Madonna", posta all'imboccatura di Piazza Italia. L'attuale costruzione, progettata dall'architetto Antonio Aprilis, risale al 1778 e rappresenta uno dei più significativi esempi di architettura neoclassica della provincia di Pordenone.[19]
- Si hanno tuttavia testimonianze di un precedente edificio religioso, confermate da un documento del 1411 e dalla lapide tombale recante la data 1628 posta all'interno della chiesa.[20]
- Chiesa di San Carlo, eretta nel 1637 ai piedi del castello. Contiene un altare ligneo del Seicento, di probabile scuola bellunese, che racchiude una pala di autore ignoto raffigurante San Carlo Borromeo.[21]
- Chiesa della Santissima Trinità, posta all'inizio della via che conduce al castello e pertinenza della residenza signorile dei conti di Maniago, fu edificata nel XVII secolo.
- Chiesetta del Pater Noster, piccolo edificio in località Maniago di Mezzo, detto anche "delle Fontanutis", per la vicinanza ad una fonte d'acqua.
- Chiesa di Sant'Antonio Abate, costruita nel 1785 a Fratta di Maniago.
- Chiesa dei Santi Vito, Modesto e Crescenzia, principale chiesa situata nella frazione di Maniagolibero e risalente al 1781.
- Chiesetta di San Vigilio, a Maniagolibero, fu costruita tra l'XI e il XII secolo e poi modificata nelle epoche successive.
- Chiesetta di San Floriano, situata a Maniagolibero.
- Chiesa di San Francesco, situata nella frazione di Dandolo.
- Chiesa dei Santi Daniele e Antonio da Padova, eretta nella frazione di Molino di Campagna.
- Chiesetta di San Lorenzo in Monte, piccola chiesa di epoca medievale eretta sulla sommità del Monte San Lorenzo, che domina l'abitato di Maniago.

### Architetture civili

#### Edifici
- Castello di Maniago, castello del XII secolo localizzato alle pendici del monte Jôf.
- Palazzo d'Attimis-Maniago, un tempo residenza del casato di Maniago, risalente al XVIII secolo e affacciato su Piazza Italia; è un complesso di edifici tutelato dall'Istituto Regionale per le Ville Venete (IRVV), composto da un corpo centrale, dalle scuderie e dai granai.[22] Sulla facciata rivolta verso la piazza è possibile ammirare un affresco di Pomponio Amalteo, raffigurante un leone che tiene sotto la zampa lo stemma nobiliare dei conti Attimis Maniago e la loggetta del XVI secolo, mentre nella parte retrostante, oltre la corte, si trova l'ampio parco, composto da un giardino all'italiana e da un parco all'inglese, di 7 ettari, che dal palazzo giunge fino ai piedi del castello.[23]
- Villa di Conti, elegante complesso edificato nel corso del XVII secolo ai piedi del Monte Jôuf. Si trova all'inizio della via che conduce al castello, all'interno della cinta muraria che racchiudeva anche il villaggio di artigiani e mastri impiegati presso il maniero.
- Loggia centrale, situata in Piazza Italia e risalente al 1661, costruita in sostituzione di un precedente edificio posto al centro della piazza, usato per le assemblee dei capifamiglia e andato distrutta. È stata utilizzata, nel tempo, come sede del tribunale e del mercato cittadino. Oggi è il monumento dedicato ai Caduti di tutte le guerre.[20]
- Ex filanda, risalente alla seconda metà dell'800, situata allo sbocco della Val Còlvera, lungo il corso dell'omonimo torrente, rappresenta uno dei più interessanti esempi di archeologia industriale in provincia di Pordenone.[24] Sottoposta a un profondo restauro conservativo negli anni novanta, è oggi sede della biblioteca civica di Maniago e di esposizioni di carattere culturale.[25]
- Teatro Giuseppe Verdi, situato alla confluenza tra via Umberto I e Largo San Carlo, occupa un edificio del XVIII secolo che ospitava originariamente una filanda, il Setificio a vapore Giuseppe Zecchin fu Lorenzo, scritta ancora oggi ben visibile sulla facciata.[26] Nei primi anni del Novecento la filanda è stata convertita in circolo per le prime proiezioni cinematografiche e per le feste da ballo. L'attività teatrale ebbe inizio tra gli anni sessanta e ottanta. Gli eleganti interni dell'edificio ospitano notevoli esempi artistici e architetturali, quali lo scalone d'ingresso, i due lampadari originali e i preziosi affreschi in stile liberty del 1922.[27]

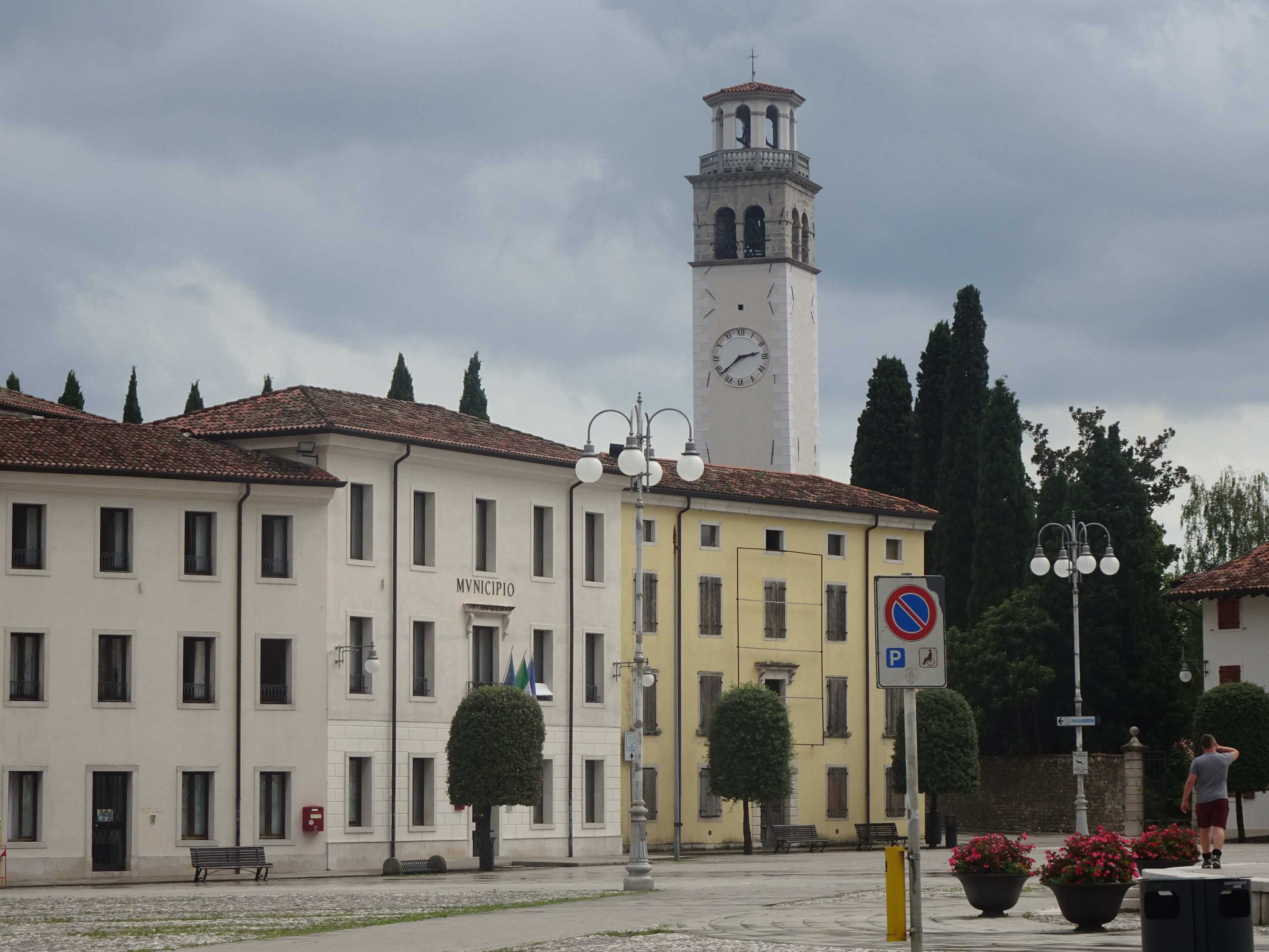
Il municipio

### Architettura spontanea
Alcuni esempi di costruzioni ristrutturati dopo il sisma del 1976 attraverso il recupero di architettura spontanea di edifici di valore ambientale, storico, culturale ed etnico di cui all'art. 8 della L.R. 20 giugno 1977 n.30
- Casa Cappella Olimpio, edificio a loggia. Il porticato a piano terra consentiva lo svolgimento di alcune attività della vita familiare di ogni giorno. Per i portici si sono volute conservare le pavimentazioni in lastre di pietra incassate nel terreno.
- Casa Di Bon Benito, edificio a loggia.
- Casa Di Chiara Marino, Dario, Aurelia e Celestina. L'edificio è composto di due edifici antistanti che si suppone sia il risultato di un'antica ristrutturazione dell'annesso rustico per ricavare una seconda unità abitativa.
- Casa Del Mistro Luca. Edificio a loggia con affiancato un corpo sulla destra, adibito a ricovero di cani ed attrezzi per l'agricoltura.
- Casa Del Mistro Claudio. Dei tre corpi di fabbrica del complesso edilizio che si è venuto a formare nel tempo, quello principale, che costituiva l'abitazione originaria, differisce rispetto agli altri edifici per il fatto che il disimpegno del primo piano non avviene da una loggia, bensì da un vano con funzioni analoghe ma finestrato.
- Casa Di Maniago Giancarlo o Casa della Contadinanza, edificio a loggia del XVII secolo, sede della Contadinanza, istituzione che permetteva ai contadini il controllo sulle tasse imposte dai nobili locali.
- Ex Scuderie palazzo Conti Attimis Maniago. La facciata ripropone il motivo a tre arcate, mentre l'interno, nonostante il diverso uso, ha mantenuto le caratteristiche originarie: un esempio sono le pile d'acqua in pietra visibili nella sala al piano terra. Di grande interesse è il cortile che si apre sul retro dell'edificio, uno spazio particolarmente suggestivo.
- Filanda via Battiferri. L’edificio ex Filanda, che risale alla seconda metà del diciannovesimo secolo era una delle filande operative a Maniago; rappresenta uno dei più interessanti eventi di archeologia industriale della provincia di Pordenone.

#### Piazze principali

Via Roma

- Piazza Italia, un tempo nota anche come Piazza Maggiore, è la principale piazza della cittadina e il centro della comunità maniaghese. Si tratta di una delle più grandi piazze del Friuli, che accoglie intorno a sé gli edifici più importanti della città: il municipio, il duomo, la loggia, Palazzo d'Attimis e la Chiesa dell'Immacolata. Al suo centro si trova una fontana risalente al 1846 a base ottagonale, con quattro vasche semicircolari e quattro scalinate orientate secondo i punti cardinali. Da Piazza Italia si articolano le principali vie del centro cittadino.[20]
- Piazzetta Trento, a pochi passi da Piazza Italia, è collegata a essa tramite via Roma, una delle principali vie commerciali di Maniago.

#### Altri luoghi d'interesse
- Antico Lavatoio di via Molini
- Battiferro Beltrame
- Battiferro Lenarduzzi

### Architetture militari

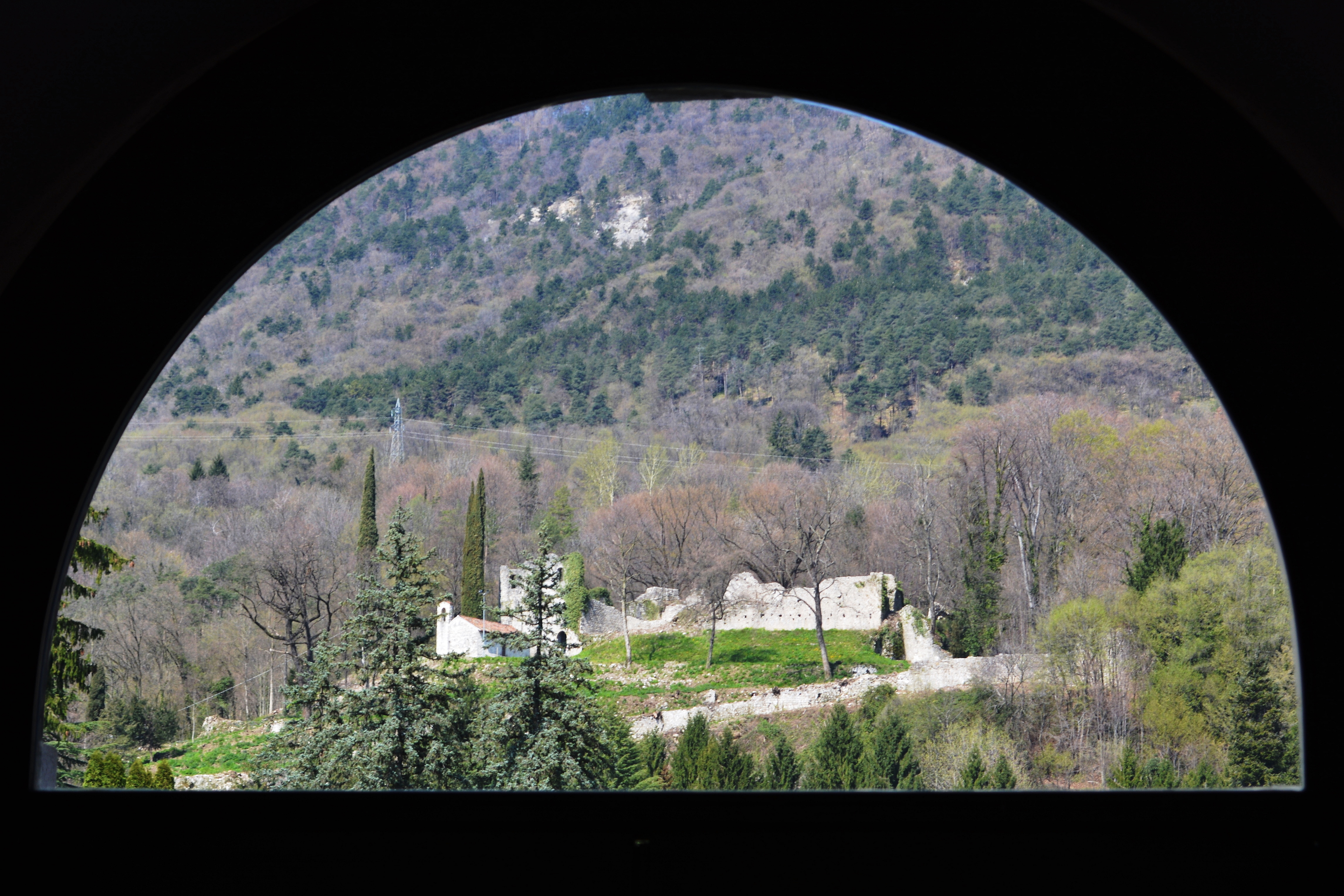
I ruderi del castello visti da Palazzo d'Attimis

- Ruderi del Castello di Maniago, edificato nel corso dell'XI secolo su un'altura alla base del monte Jôuf, in posizione dominante rispetto all'abitato, è stata la residenza dei nobili di Maniago per quasi cinque secoli.[21] Nel 1511 un violento terremoto arrecò gravi danni al castello, facendo sì che i Signori di Maniago trasferissero la propria residenza nei palazzi adiacenti al centro cittadino, tra cui Palazzo d'Attimis e Villa dei Conti, venendo definitivamente abbandonato nel 1630.[29] Il maniero, costituito da diversi edifici e torri che si affacciavano su una corte centrale, era difeso da una doppia linea di fortificazioni, tuttora in parte visibili, che scendevano fino all'abitato sottostante. Di fronte a esso, entro la seconda cinta di mura, si trovano invece i resti della Torre della Porta e della Porta Castri, grazie alla quale si accedeva al castello e al borgo antistante, abitato dalle maestranze del maniero. Di fronte all'ingresso si trova la duecentesca cappella di San Giacomo, unico edificio perfettamente conservato del complesso, che contiene un dipinto di Sebastiano Mazzoni e ospita le spoglie dei locali feudatari.[29]
- Cinta muraria, prima fortificazione eretta a Maniago contemporaneamente alla costruzione del castello in epoca medievale, per difendere il feudo. Inizialmente si sviluppavano solo intorno al castello e proteggevano il borgo posto di fronte a esso, successivamente furono ampliate con un secondo giro di mura che giungevano fino all'abitato maniaghese, che allora si sviluppava ai piedi del castello. Oggi alcuni tratti di questa fortificazione sono visibili lungo le vie del centro storico.
- A Maniago è presente da ormai diversi decenni una importante Caserma dell’Esercito italiano denominata “Ettore Baldassarre” che è sede del 132º Reggimento Artiglieria Terrestre “Ariete”.

### Aree naturali e parchi
- Riserva naturale dei Magredi
- Parco Storico Comunale di Maniago
- Parco di Palazzo d'Attimis
- Parco del Castello di Maniago
- Centa dei Conti
- Area naturalistica delle Peschiere e Sentiero Frassati
- Sentiero naturalistico Anello del Monte Jôuf

## Società

### Evoluzione demografica
Con una popolazione di 11 698 abitanti (al 31 dicembre 2015), Maniago è il 9º comune della provincia di Pordenone per popolazione; la sua densità demografica è di 168 abitanti per chilometro quadrato. La popolazione maniaghese è concentrata soprattutto nel capoluogo comunale e nella frazione di Campagna di Maniago, la più grande tra le frazioni della cittadina pedemontana.
Il 64% dei residenti ha un'età compresa tra i 15 e i 64 anni. L'indice di vecchiaia è pari a 160,3, il tasso di natalità è di 8,5 ogni mille abitanti mentre l'età media è di 43,8 anni (dati ISTAT 2015). Tra la fine del XIX e l'inizio del XX secolo si è assistito a Maniago ad un notevole incremento dell'emigrazione verso i Paesi esteri. Le principali destinazioni sono state il Nord America, in particolare gli Stati Uniti, e l'Europa centro-settentrionale, soprattutto la Germania e il Belgio.
Nella prima metà del XX secolo l'emigrazione divenne anche interna: molti maniaghesi, infatti, si trasferirono in altre regioni, attirati dallo sviluppo agricolo e industriale a cui erano andate incontro alcune zone d'Italia, come nel caso dell'Agro Pontino. A partire dagli anni cinquanta del Novecento, invece, Maniago ha conosciuto una costante crescita della popolazione, grazie soprattutto allo sviluppo del settore industriale, con una forte presenza di stabilimenti metalmeccanici.
Abitanti censiti

### Etnie e minoranze straniere
Il numero di immigrati e residenti stranieri a Maniago è aumentato a partire dagli anni novanta.
Al 31 dicembre 2015 gli stranieri residenti nel comune sono 1 169, il 9,99% della popolazione. Di seguito sono riportati i gruppi più consistenti:
1. Romania, 245
2. Bangladesh, 201
3. Marocco, 154
4. Albania, 147
5. Ghana, 71
6. India, 54
7. Polonia, 36
8. Ucraina, 24
9. Cina, 21

### Lingue e dialetti
A Maniago, accanto alla lingua italiana, la popolazione utilizza la lingua friulana. Ai sensi della deliberazione n. 2680 del 3 agosto 2001 della Giunta della Regione autonoma Friuli-Venezia Giulia, il Comune è inserito nell'ambito territoriale di tutela della lingua friulana ai fini della applicazione della legge 482/99, della legge regionale 15/96 e della legge regionale 29/2007.
La lingua friulana che si parla a Maniago rientra fra le varianti appartenenti al friulano occidentale. 
Caratteristiche peculiari di questa variante sono la terminazione in -a delle parole femminili, contrapposta alla terminazione in -e (es. aga in luogo di aghe, cjasa in luogo di cjase), e dal fatto che le vocali fonologicamente lunghe [ˈiː] e [ˈuː] si realizzano come dittonghi.
Nella città di Maniago è presente inoltre il dialetto maniaghese, dialetto veneto coloniale della lingua veneta, parlato in regime di diglossia assieme al friulano occidentale. Esso presenta caratteristiche che lo accomunano al dialetto veneziano e al dialetto veneto settentrionale, in virtù dell'apporto delle numerose famiglie venete che hanno popolato Maniago nei decenni passati, in particolare le zone di Dandolo e Nascimbeni. Come è accaduto in diverse città di terraferma delle Tre Venezie, la Lingua veneta ha una presenza e un radicamento plurisecolare.

### Religione
La prima confessione religiosa nel comune di Maniago è quella cattolica. La cittadina è sede della forania di Maniago, che comprende 27 parrocchie nella provincia di Pordenone; il territorio maniaghese è suddiviso in 4 parrocchie: Maniago centro, Fratta, Maniagolibero e Campagna-Dandolo. Fra le religioni minori sono presenti altre confessioni cristiane, in particolar modo ortodossi e protestanti, e testimoni di Geova. Negli ultimi anni l'immigrazione ha contribuito ad aumentare alcune altre minoranze religiose, le più numerose delle quali sono i musulmani e gli induisti.

## Cultura

### Istruzione

#### Biblioteche
- Biblioteca civica di Maniago

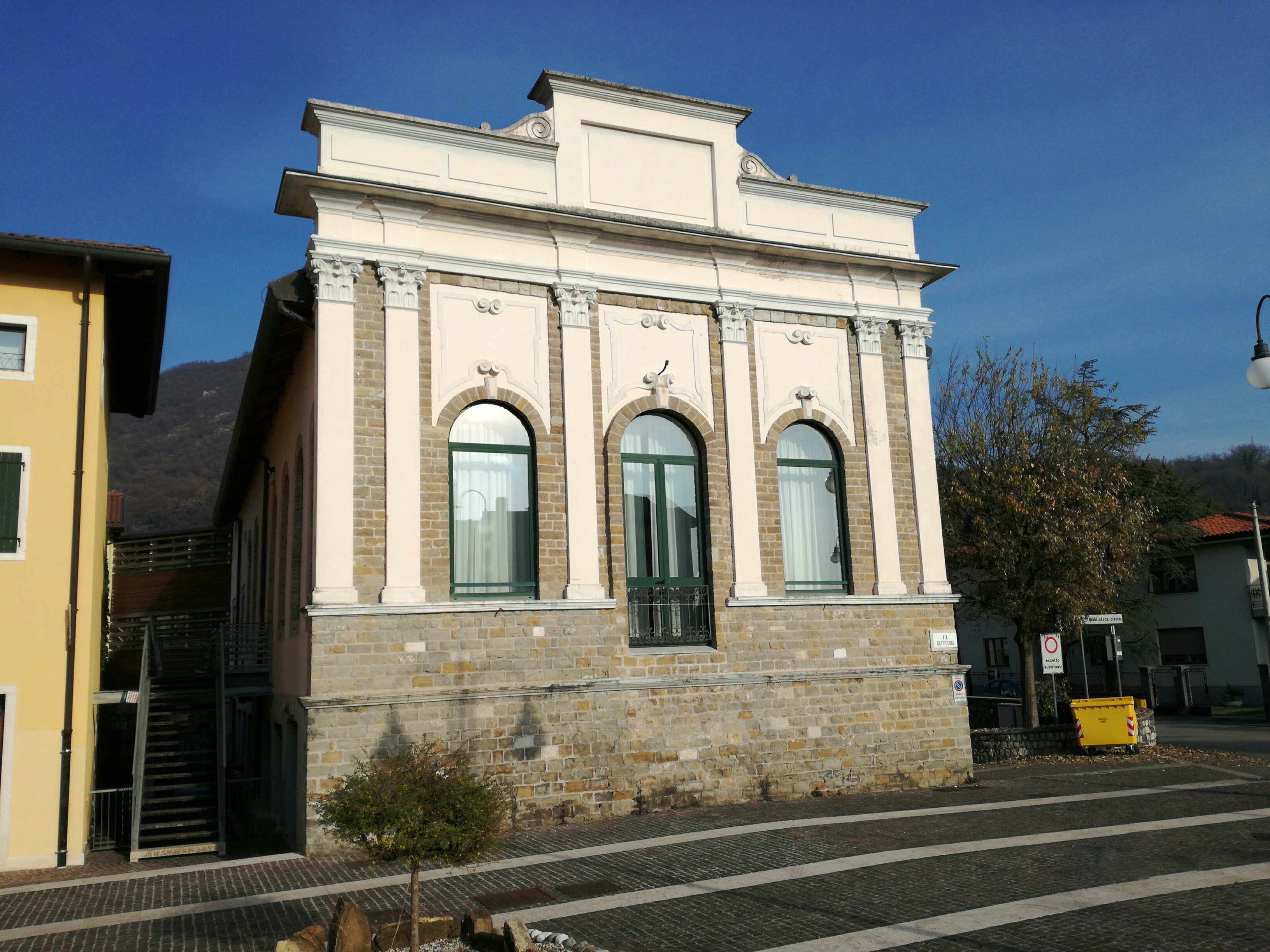
Biblioteca Civica di Maniago

La biblioteca è situata presso l’edificio ex Filanda, che risale alla seconda metà del diciannovesimo secolo ed era una delle filande operative a Maniago. Costruita allo sbocco della Val Colvera, è stata recentemente ristrutturata e rappresenta uno dei più interessanti eventi di archeologia industriale della provincia di Pordenone. Dopo gli interventi di recupero, i suoi locali hanno ospitato il Museo dell’Arte Fabbrile e delle Coltellerie di Maniago, trasferito nel 2007 presso il Co.Ri.Ca.Ma. Attualmente vi trova sede la biblioteca civica. La biblioteca presenta diverse sezioni tra cui quella dedicata ai bambini e ai ragazzi. Inoltre è presente un’area computer con servizi internet per ricerche. Oltre a queste aree la biblioteca dispone di una spaziosa sezione adulti con sale lettura, una sezione di storia e cultura locale ed una sala dedicata alle conferenze.

#### Scuole
Sono presenti a Maniago istituzioni prescolastiche, scolastiche di primo e di secondo grado, inferiore e superiore, in particolare cinque scuole dell'Infanzia, quattro scuole primarie, una scuola secondaria di primo grado intitolata a "Guglielmo Marconi", e due scuole secondarie di secondo grado, di cui un Istituto Professionale Settore Industria e Artigianato dedicato a "Lino Zanussi" e il Liceo scientifico, sportivo e linguistico "Evangelista Torricelli". Alle suddette scuole pubbliche si affianca un istituto privato nell'ambito delle scuole materne.
A Maniago, inoltre, ha sede l'Università della terza età delle Valli del Cellina e del Colvera.

#### Musei
- Museo dell'Arte Fabbrile e delle Coltellerie "Co.Ri.Ca.Ma.", inaugurato nel 1997 e situato nell'edificio recentemente ristrutturato che a partire dal 1907 ospitò la prima grande fabbrica di coltelli di Maniago,[42] documenta i momenti significativi della storia dell'arte che ha reso nota la piccola cittadina nel mondo, illustrando i processi della lavorazione del metallo nelle coltellerie della zona e l'evoluzione tecnologica del settore verificatasi nel tempo, attraverso reperti, macchinari, ricostruzioni di ambienti e documenti storici.[43][44]

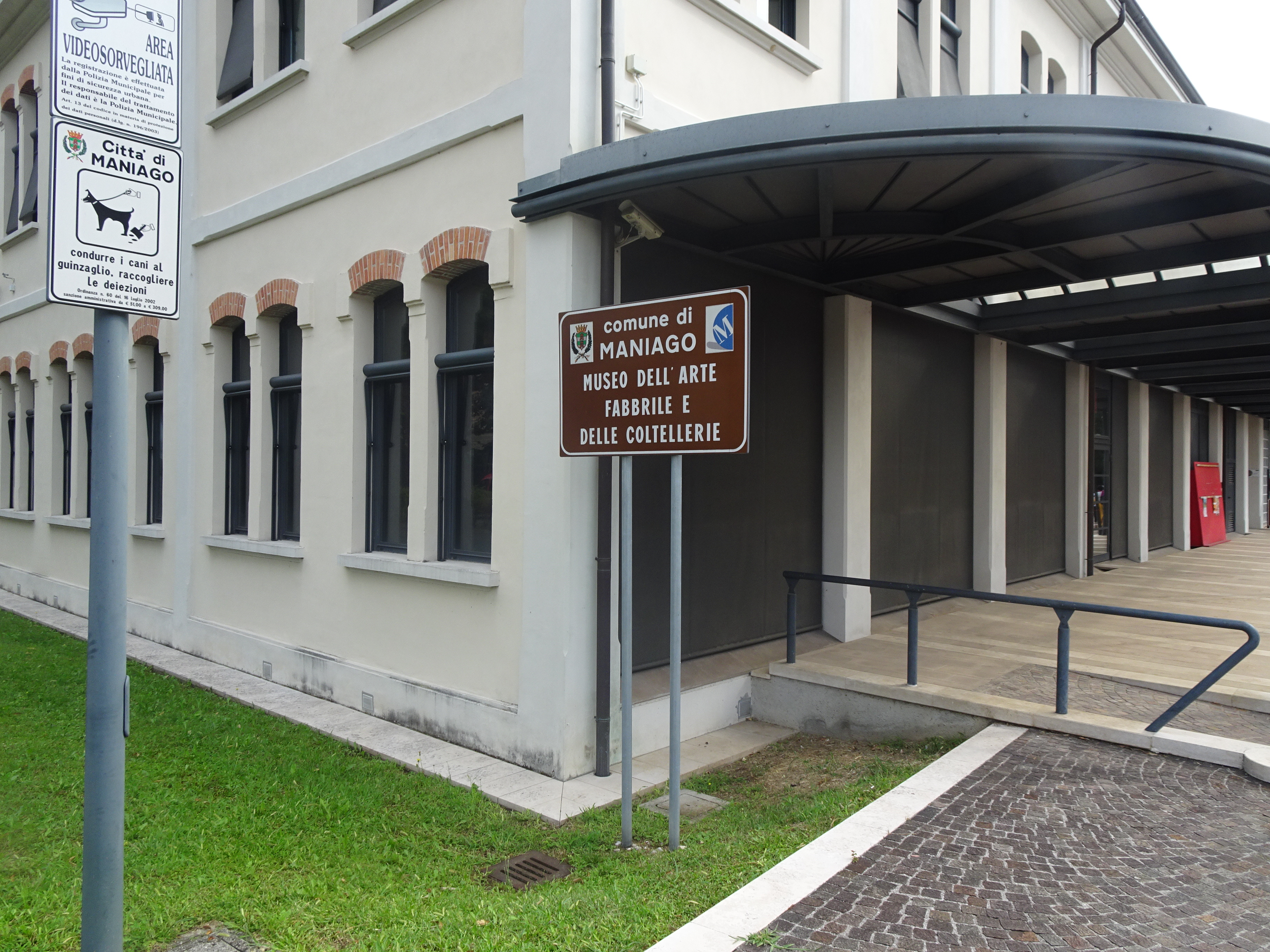
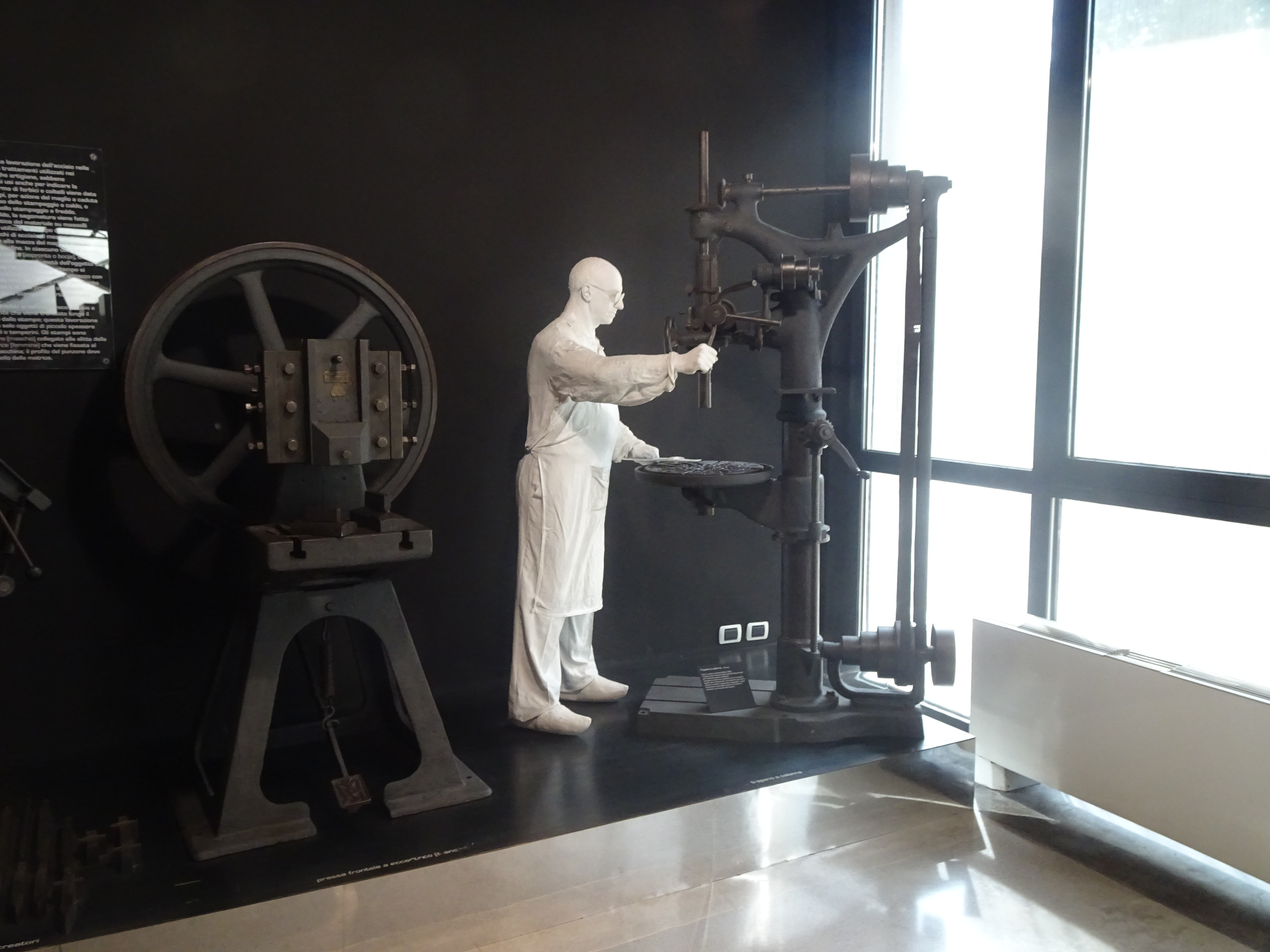
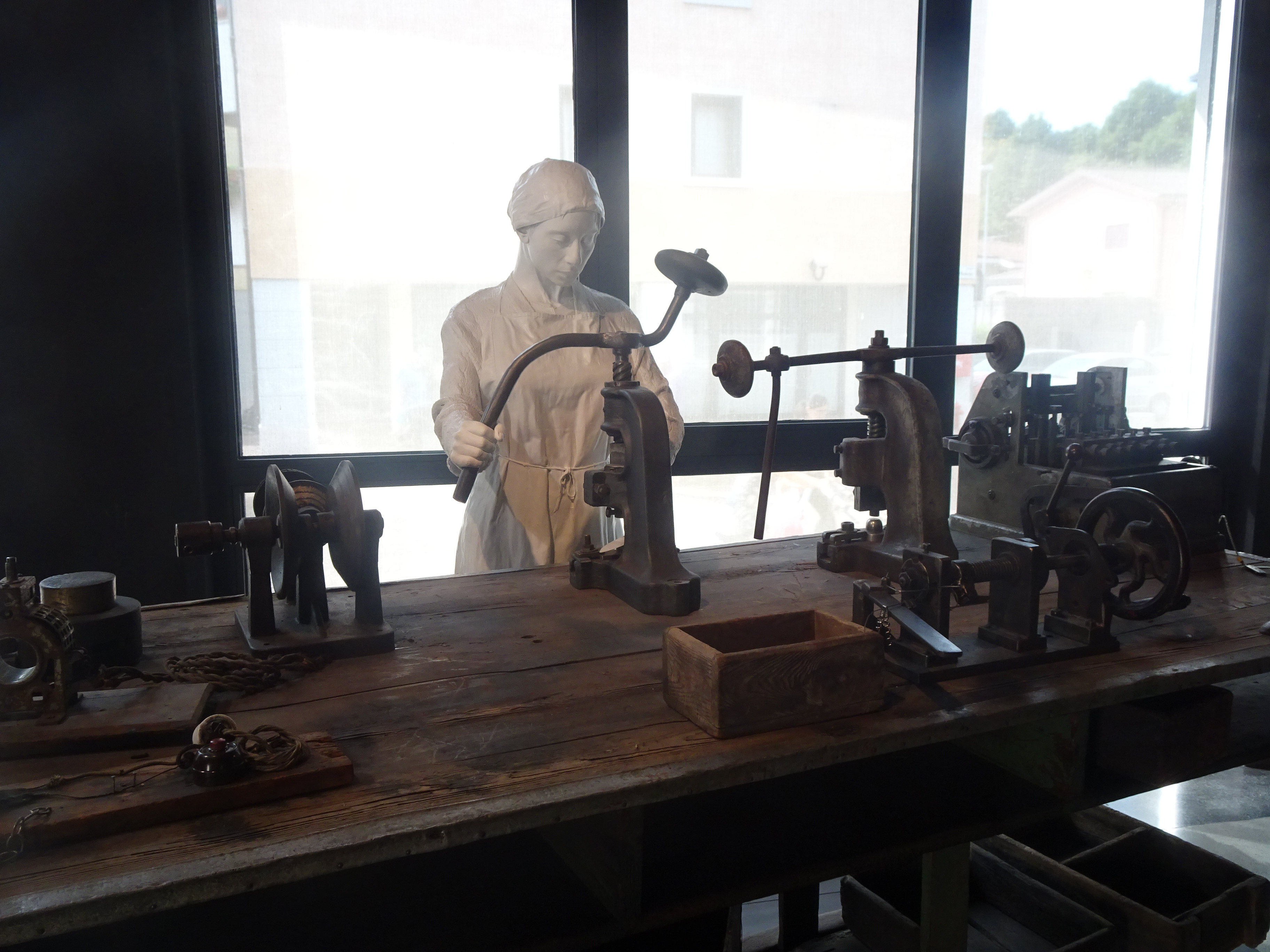
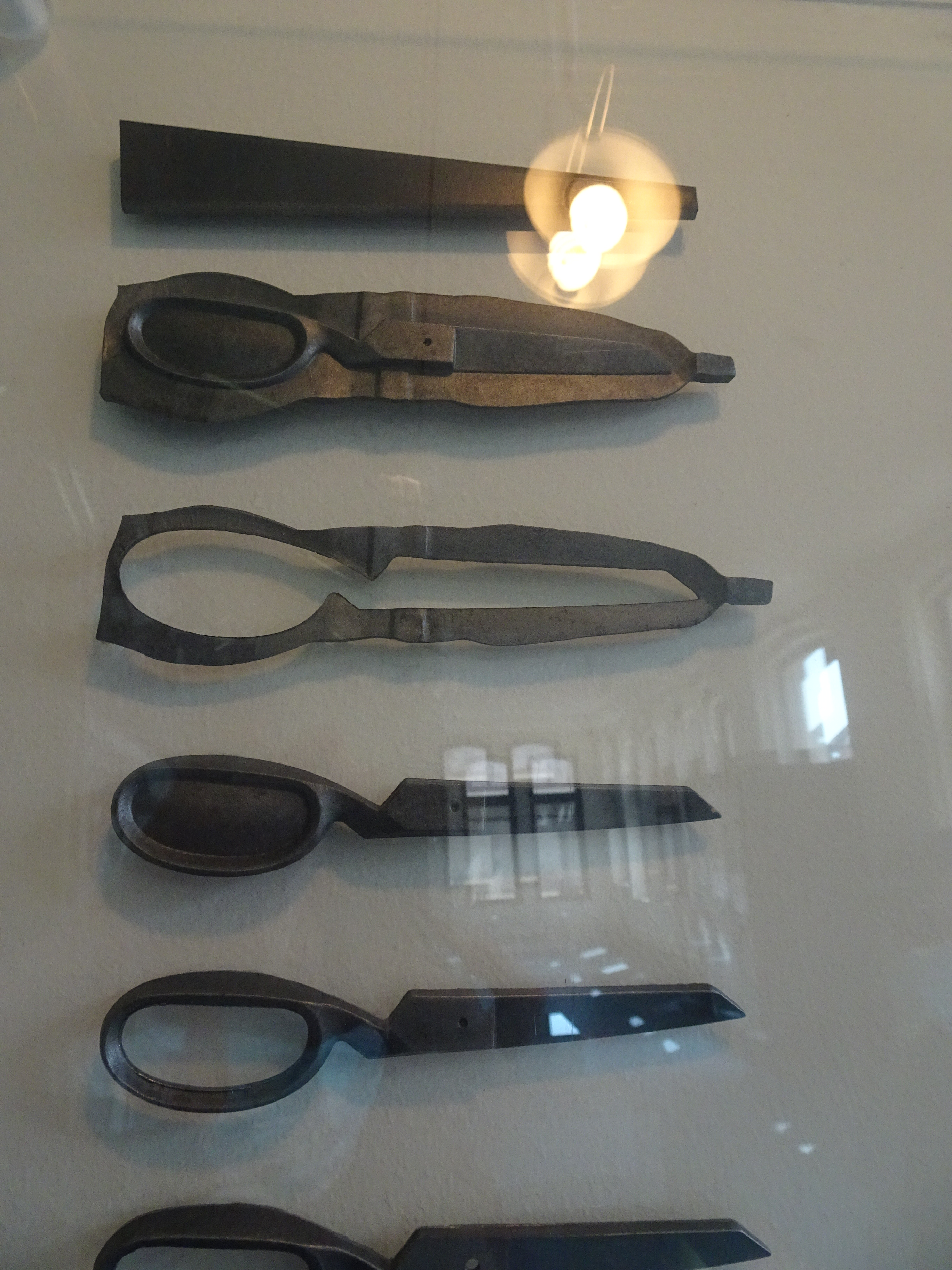
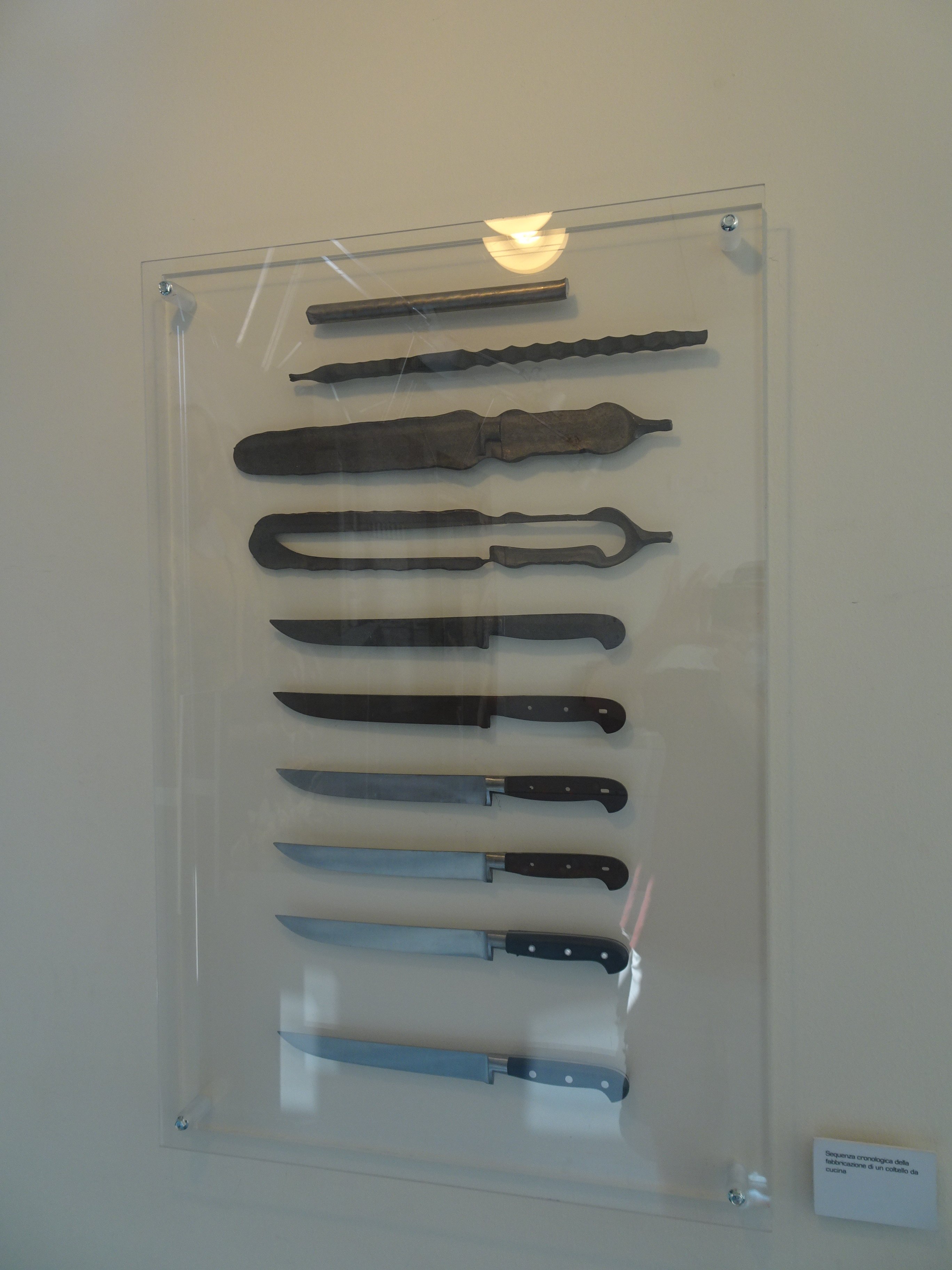

- Museo della Vita Contadina Diogene Penzi, inaugurato nel 1995, è una sezione del Museo provinciale Diogene Penzi di San Vito al Tagliamento. La sede maniaghese è dedicata alle lavorazioni artigianali del legno e del ferro ed illustra lo sviluppo dei mestieri del fabbro e del falegname.[45]
- Museo delle Abarth, nato nel 2014, raccoglie una vasta collezione di auto e motociclette, oltre a motori, cambi e vari oggetti originali prodotti dal marchio Abarth.[46]
- Ecomuseo Lis Aganis

### Media
Da Maniago ha trasmesso, dal 1977 al 2013, l'emittente radiofonica locale Radio Lina. Attualmente le trasmissioni sono realizzate dalla radio on line Lina Web Radio, nata il 1º aprile 2014, dall'idea di alcuni collaboratori della storica emittente maniaghese.

### Eventi
A Maniago si svolgono nel corso dell'anno diversi eventi di carattere storico, culturale e turistico, tra cui:
- Fiera di San Giacomo
- Coltello in Festa
- Festival internazionale di musica Vocalia
- Falò dell'Epifania
- Carnevale di Maniago
- Lama e Trama
- Giallo a Maniago
- Festa di Primavera
- Festa delle Mele Antiche
- Rally Città di Maniago - Knife Racing Maniago
- Piccola Maratona "Prendiamoci per Mano"

## Geografia antropica

### Urbanistica
Maniago sorge su un'ampia piana alle pendici delle Prealpi ed è situata allo sbocco di 2 vallate della pedemontana friulana occidentale, la Val Còlvera e la Valcellina. Il centro cittadino si può dividere in 2 zone: una settentrionale più antica, adagiata ai piedi del monte Jôuf, e una meridionale, sviluppatasi tra il XIX e il XX secolo in un'area maggiormente pianeggiante.
L'impianto urbanistico originario è costituito da Piazza Maggiore, oggi Piazza Italia, e dalle vie che si svilupparono attorno ad essa e che conducevano al castello medievale, di fronte al quale si trovava un piccolo villaggio abitato dalla servitù del maniero. La cinta muraria, in parte recuperata, è ancora oggi visibile nelle immediate vicinanze dei ruderi del castello e in alcune vie del centro storico.
Tra il Settecento e l'Ottocento, Maniago conobbe una notevole espansione urbanistica. Due nuove ed eleganti strade, Via Umberto I e via Roma, collegarono Piazza Italia rispettivamente a Largo San Carlo e a Piazzetta della Posta, oggi Piazzetta Trento, costituendo il nuovo asse commerciale della città.

### Frazioni e suddivisioni amministrative
Il capoluogo comunale è la zona a più alta densità abitativa del comune di Maniago, nonché sede degli uffici amministrativi e delle principali attività commerciali del paese. Si divide in 5 quartieri:
- Centro
- Maniagolibero (fur. Manià Livri)
- Maniago di Mezzo (fur. Manià di mieç)
- Fratta (fur. Frata)
- Sud Ferrovia

Il comune di Maniago ha inglobato, nel corso del XIX secolo, 2 località limitrofe, Maniagolibero e Fratta, oggi contigue nel tessuto urbano maniaghese. Nella cittadina è inoltre presente la località Còlvera, che si estende lungo le rive dell'omonimo torrente e che, seppur non presente nella toponomastica ufficiale del comune, ricopre una rilevanza storico-culturale, essendo il luogo in cui nacquero le prime botteghe fabbrili di Maniago (oggi è parte del quartiere di Fratta).
Il quartiere di Sud Ferrovia si è sviluppato come zona residenziale nella parte meridionale di Maniago a partire dagli anni ottanta ed è, oggi, il più popoloso della città. Borgo Coricama è invece una zona commerciale-residenziale sorta negli anni duemila in seguito al grande sviluppo edilizio che ha interessato la zona tra il centro storico della città e la stazione ferroviaria. Maniago comprende inoltre 2 frazioni nel suo territorio comunale (Dandolo e Campagna), cui si aggiungono numerose altre borgate e località minori.
Le località di Dandolo di Sopra e Dandolo di Sotto si estendono nella parte meridionale del comune, nella Campagna Ventunis tra i torrenti Còlvera e Cellina, utilizzata, fin dai tempi antichi, per fienagione e pascolo del bestiame. Lo sviluppo edilizio si ebbe però solo a partire dagli anni '50-'60, quando l'Ente Tre Venezie e il Consorzio di bonifica Cellina-Meduna edificarono nell'area alcuni gruppi di case contadine per gli esuli istriano-dalmati.

## Economia

### Industria
A Maniago è fiorente l'industria metalmeccanica, settore ben radicato nel tessuto industriale del maniaghese, rappresentato dalla presenza di 2 importanti distretti industriali: il Distretto della Componentistica e della Termoelettromeccanica e il Distretto del Coltello. Significativo è anche il comparto manifatturiero (tessile, elettromeccanica).
Le principali industrie maniaghesi sono la ZML Industries, la C-Blade, la Pietro Rosa TBM, il Gruppo Carraro e la Bioman, oltre alle storiche aziende del settore del coltello, tra cui spiccano industrie storiche come Maserin, Fox Knives, Due Cigni, Coltellerie Antonini, Mac Coltellerie, LionSteel, Sharps Cutlery e Mercury. A Maniago inoltre ha sede il Consorzio NIP, che promuove e coordina lo sviluppo economico e industriale del territorio.

### Turismo
Posta in una posizione favorevole tra Pordenone e Udine e facilmente raggiungibile da Treviso, Venezia e Trieste, Maniago ha attirato negli ultimi anni un numero crescente di turisti, grazie ai numerosi eventi e ai luoghi di interesse del suo territorio, come il Museo dell'Arte Fabbrile e delle Coltellerie, l'EcoMuseo Lis Aganis, la Riserva naturale dei Magredi, un piccolo museo di auto storiche della Abarth “Collezione Abarth Dorigo” e importanti manifestazioni quali Coltello in Festa, il Carnevale di Maniago, le Paralimpiadi di ciclismo, manifestazioni sportive regionali e nazionali presso la cittadella dello sport di Maniago e il Rally Maniago. Inoltre, la città ospita spettacoli teatrali con personaggi importanti presso il Teatro Comunale “G.Verdi” in Via Umberto I.
Molti turisti, soprattutto ciclisti e appassionati di montagna, sono attirati dai percorsi montani, dai siti naturalistici e dalle piste ciclabili che attraversano i bellissimi paesaggi che sono presenti nella zona del maniaghese e della Valcellina.

## Infrastrutture e trasporti

### Strade
Maniago è servita dalla Strada statale 251 della Val di Zoldo e Val Cellina, che collega la Città del Coltello verso sud con Pordenone e la parte meridionale della provincia e termina a nord nel Cadore. Da Maniago ha inizio la Strada statale 464 di Spilimbergo, che collega la parte settentrionale della provincia e l'udinese.

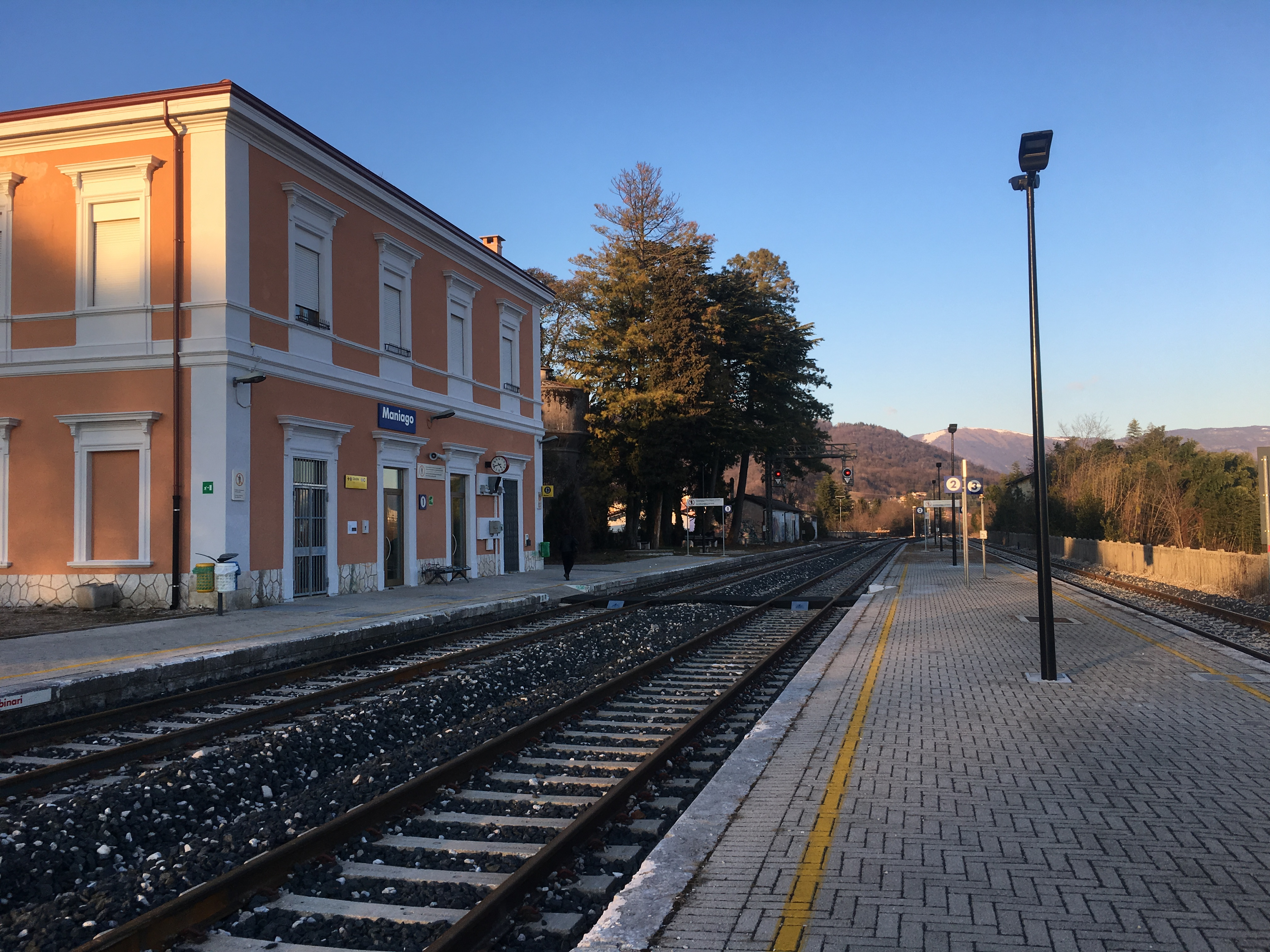
Stazione ferroviaria di Maniago

### Ferrovie
Maniago dispone di una stazione ferroviaria inaugurata nel 1930:
- Stazione di Maniago, sulla linea Sacile-Pinzano, che collega Maniago con le cittadine di Sacile e Pinzano al Tagliamento, con alcune corse che proseguono per Gemona del Friuli, attualmente (2022) espletate da autobus come servizio sostitutivo, in vista della riapertura entro il 2023/2024 del tronco ferroviario Maniago-Gemona al fine commerciale oltre a quello turistico.[56][57]

Inoltre, è allo studio la realizzazione di una seconda stazione denominata "Maniago-Torricelli" nei pressi degli istituti scolastici della cittadina.

### Mobilità urbana
Il servizio di trasporto pubblico è svolto dalla TPL F.v.g. che gestisce anche le linee interurbane da Maniago verso Pordenone, Udine e altre località della zona come Spilimbergo e Aviano. Maniago dispone di un'autostazione, dalla quale si diramano le linee dirette verso tutti gli abitati della provincia ed estese anche verso altre località al di fuori della Provincia di Pordenone come Lignano Sabbiadoro fra le maggiori località turistiche estive del Friuli Venezia Giulia.

### Piste ciclabili
A partire dagli anni duemila, sono state realizzate nel territorio maniaghese alcune piste ciclabili, che consentono collegamenti urbani ed extraurbani tra Maniago, le frazioni e alcuni paesi confinanti. La rete ciclabile comunale, utilizzata prevalentemente durante la stagione estiva, conta, a oggi, diversi chilometri e risulta, negli ultimi anni, in continua crescita.

## Amministrazione

### Sindaci fino al 1946
| Periodo | Periodo | Primo cittadino    | Partito | Carica                  | Note |
| ------- | ------- | ------------------ | ------- | ----------------------- | ---- |
| 1914    | 1916    | Giacinto Maddalena |         | Sindaco                 |      |
| 1916    | 1916    | Attilio Mazzoli    |         | Sindaco                 |      |
| 1916    | 1917    | Enrico Plateo      |         | Sindaco                 |      |
| 1917    | 1918    | Angelo Siega Riz   |         | Sindaco                 |      |
| 1918    | 1919    | Pietro Morassi     |         | Sindaco                 |      |
| 1919    | 1919    | Giacinto Maddalena |         | Sindaco                 |      |
| 1919    | 1920    | Giuseppe Mazzoleni |         | Commissario prefettizio |      |
| 1920    | 1920    | Giovanni Olivetto  |         | Commissario prefettizio |      |
| 1920    | 1923    | Abele Selva        |         | Sindaco                 |      |
| 1923    | 1923    | Carlo Piazza       |         | Sindaco                 |      |
| 1923    | 1924    | Enrico Vanni       |         | Commissario prefettizio |      |
| 1924    | 1926    | Carlo Mazzoli Taic |         | Sindaco                 |      |
| 1926    | 1926    | Eugenio Fornasier  |         | Sindaco                 |      |
| 1926    | 1927    | Carlo Cadel        |         | Sindaco                 |      |
| 1927    | 1932    | Vittorio Centa     |         | Podestà                 |      |
| 1932    | 1935    | Carlo Piazza       |         | Podestà                 |      |
| 1935    | 1935    | Giacinto Maddalena |         | Commissario prefettizio |      |
| 1935    | 1937    | Ottavio Sostero    |         | Podestà                 |      |
| 1937    | 1940    | Angelo Li Calzi    |         | Podestà                 |      |
| 1940    | 1940    | Leonardo Sina      |         | Commissario prefettizio |      |
| 1940    | 1943    | Angelo Li Calzi    |         | Podestà                 |      |
| 1943    | 1944    | Attilio Marchi     |         | Commissario prefettizio |      |
| 1944    | 1945    | Germano Beltrame   |         | Sindaco                 |      |
| 1945    | 1946    | Antonio Cimarosti  |         | Sindaco                 |      |

### Sindaci dal 1946
| Durata del mandato | Durata del mandato | Primo cittadino      | Partito                                                 | Carica  | Note |
| ------------------ | ------------------ | -------------------- | ------------------------------------------------------- | ------- | ---- |
| 1946               | 1964               | Pompeo Cimatoribus   | Democrazia Cristiana                                    | Sindaco |      |
| 1964               | 1975               | Aldo Ermanno Rigutto | Democrazia Cristiana                                    | Sindaco |      |
| -                  | -                  | -                    | -                                                       |         |      |
| 12 giugno 1994     | 14 giugno 1998     | Arnaldo Carli        | Partito Popolare Italiano                               | Sindaco |      |
| 14 giugno 1998     | 26 maggio 2002     | Emilio Di Bernardo   | Partito Democratico della Sinistra                      | Sindaco |      |
| 26 maggio 2002     | 27 maggio 2007     | Emilio Di Bernardo   | Sinistra                                                | Sindaco |      |
| 27 maggio 2007     | 6 maggio 2012      | Alessio Belgrado     | Centro-destra                                           | Sindaco |      |
| 6 maggio 2012      | 11 giugno 2017     | Andrea Carli         | Liste civiche di centro-sinistra                        | Sindaco |      |
| 11 giugno 2017     | 12 giugno 2022     | Andrea Carli         | Liste civiche di centro-sinistra                        | Sindaco |      |
| 12 giugno 2022     | in carica          | Umberto Scarabello   | Lista civica "Fiducia nel futuro, Alleanza per Maniago" | Sindaco |      |

### Altre informazioni amministrative
Nel 2014 divenne capoluogo della UTI delle Valli e Dolomiti Friulane, che tuttavia sarà abolita tuttavia già nel 2020.

## Sport
La squadra cittadina è l'A.S.D Maniago, fondata nel 1929, partecipante al campionato di Seconda Categoria Friulana Girone A.
Importante, inoltre, è la cittadella dello sport di Maniago in via Marco Polo 31. Una zona in cui sono presenti il Palazzetto Comunale, il Tennis Club Maniago e dal 2007 uno dei centri natatori e medico-sportivi più grandi del Friuli Venezia Giulia : la Maniago Nuoto s.s.d. S.r.l. L’impianto è composto da tre vasche nuoto, palestre, ambulatori per visite medico-sportive e un’intera area dedicata alla riabilitazione fisioterapica.
È presente, inoltre una delle ASD, più importanti in Italia nella disciplina di Corsa orientamento e di MTB orientamento.

## Galleria d'immagini

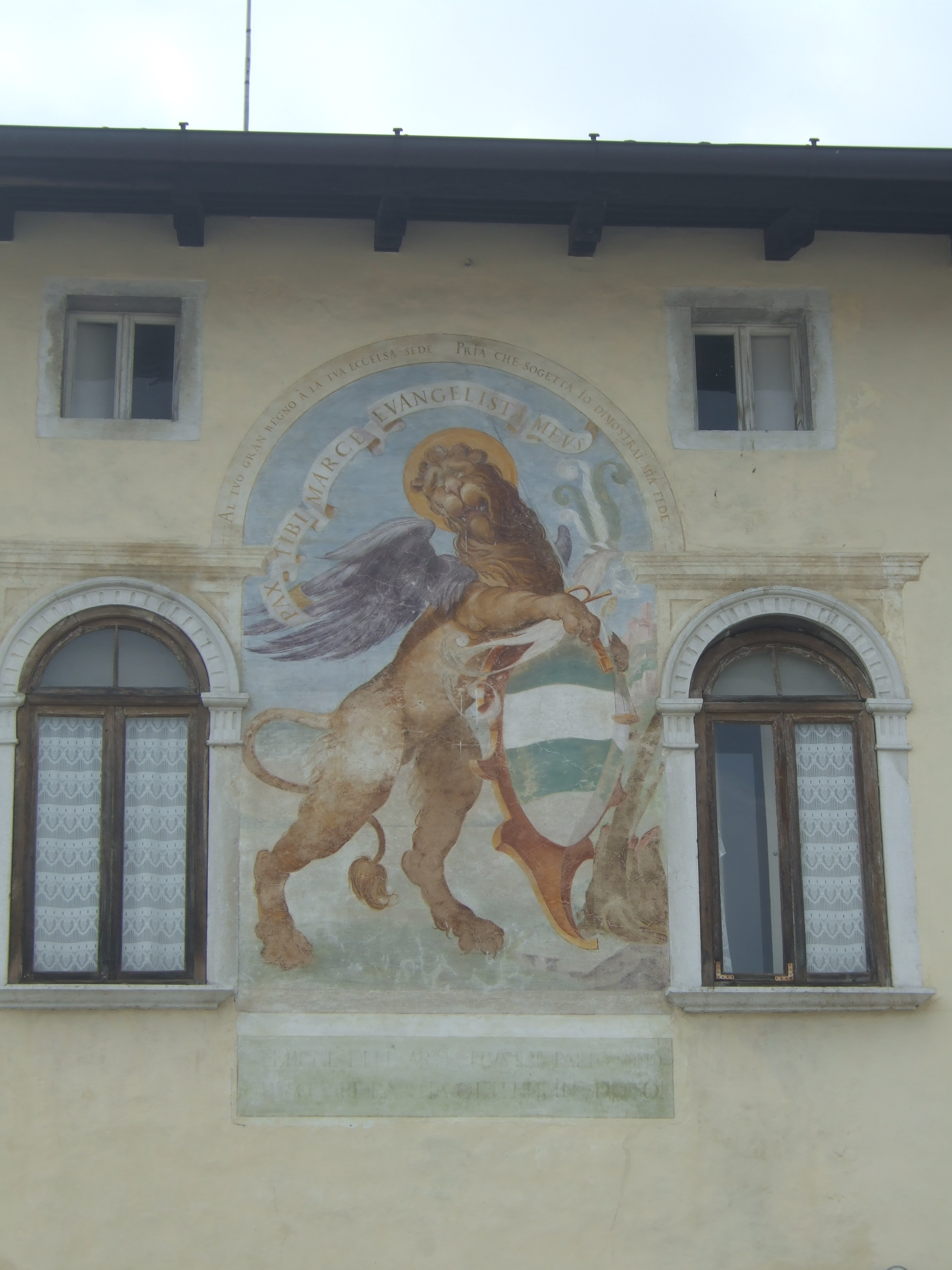
L'affresco di Pomponio Amalteo sulla facciata di Palazzo d'Attimis
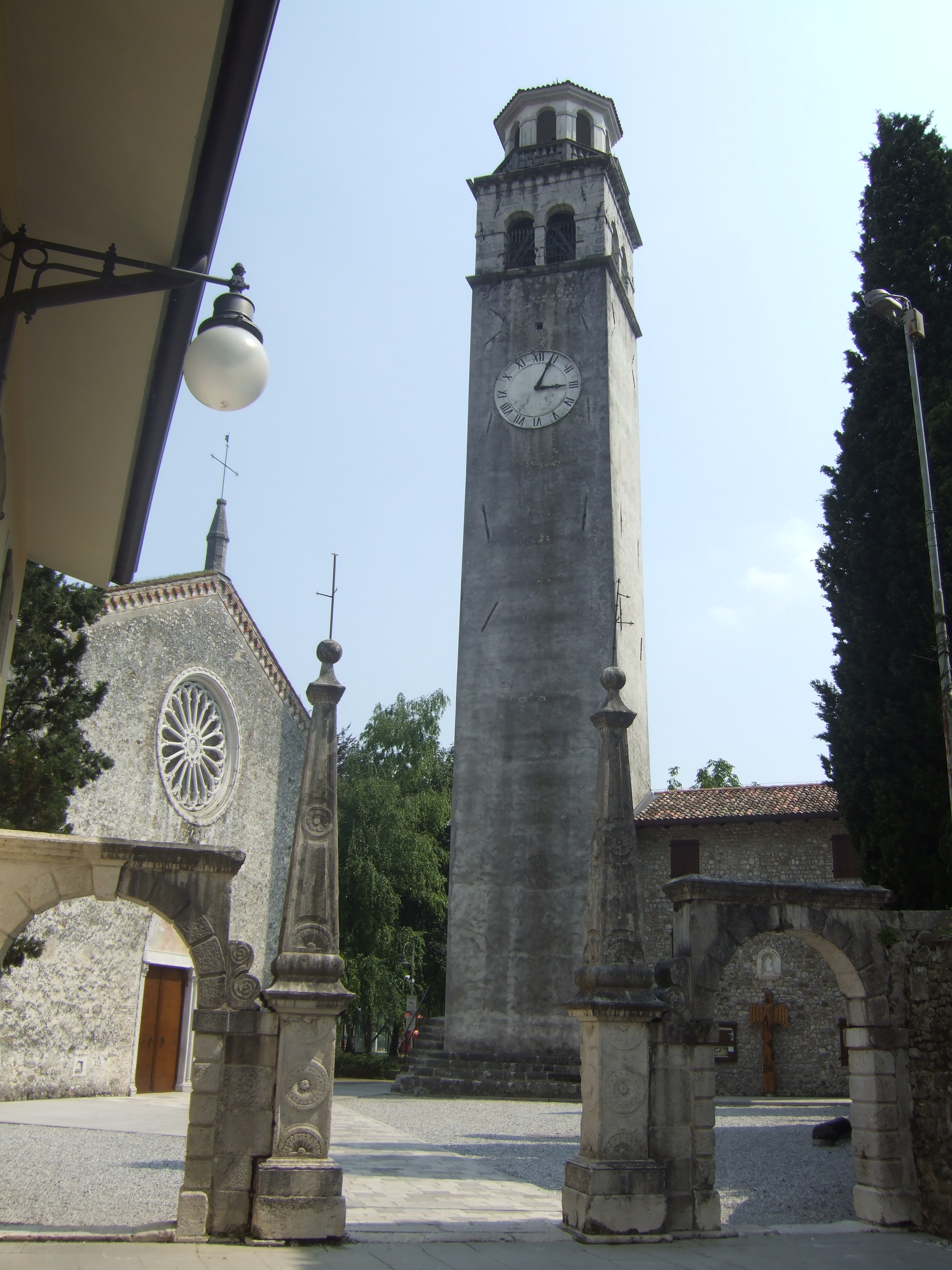
Il Duomo di San Mauro e la torre campanaria
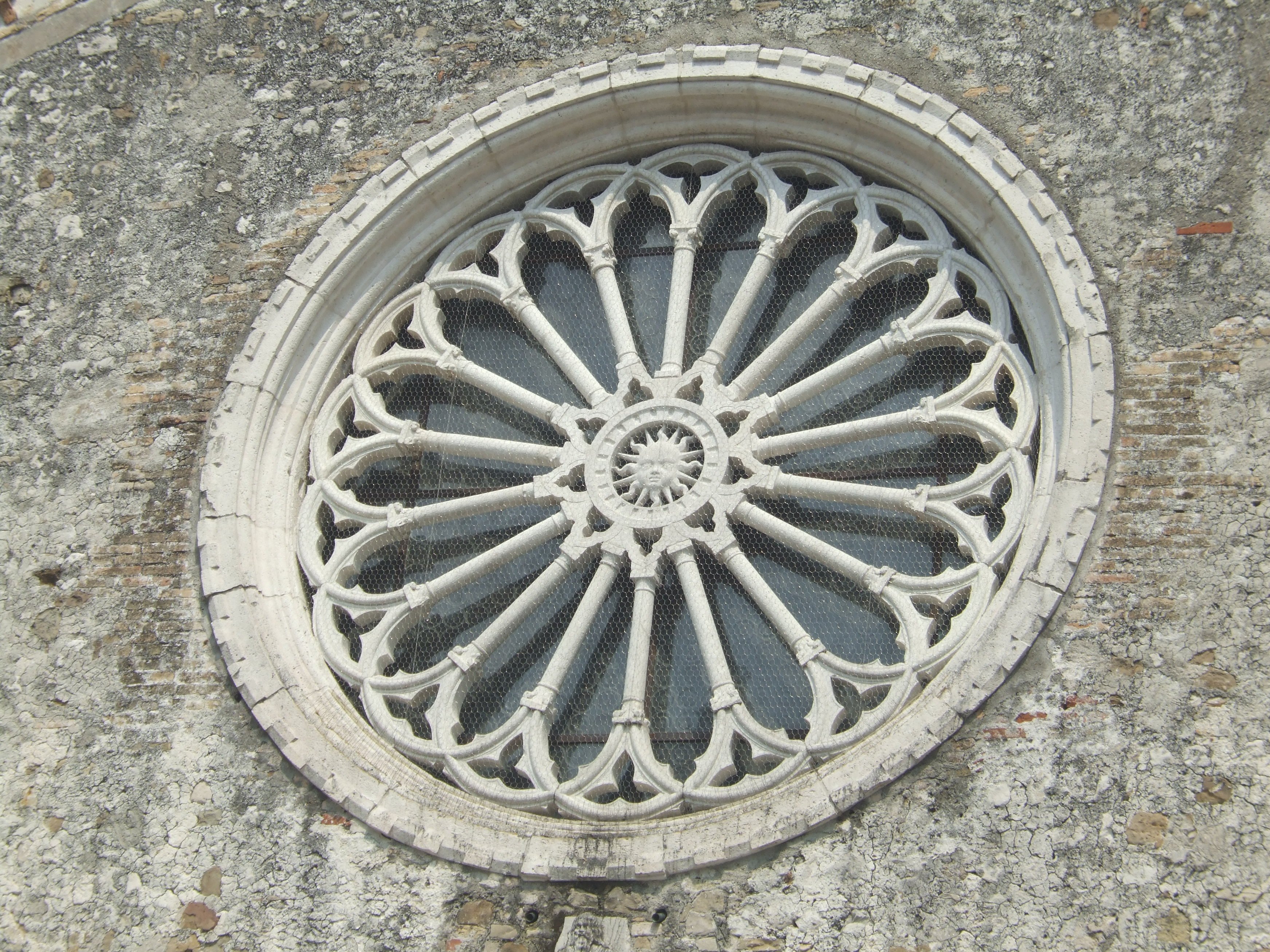
Il rosone sulla facciata del Duomo di San Mauro
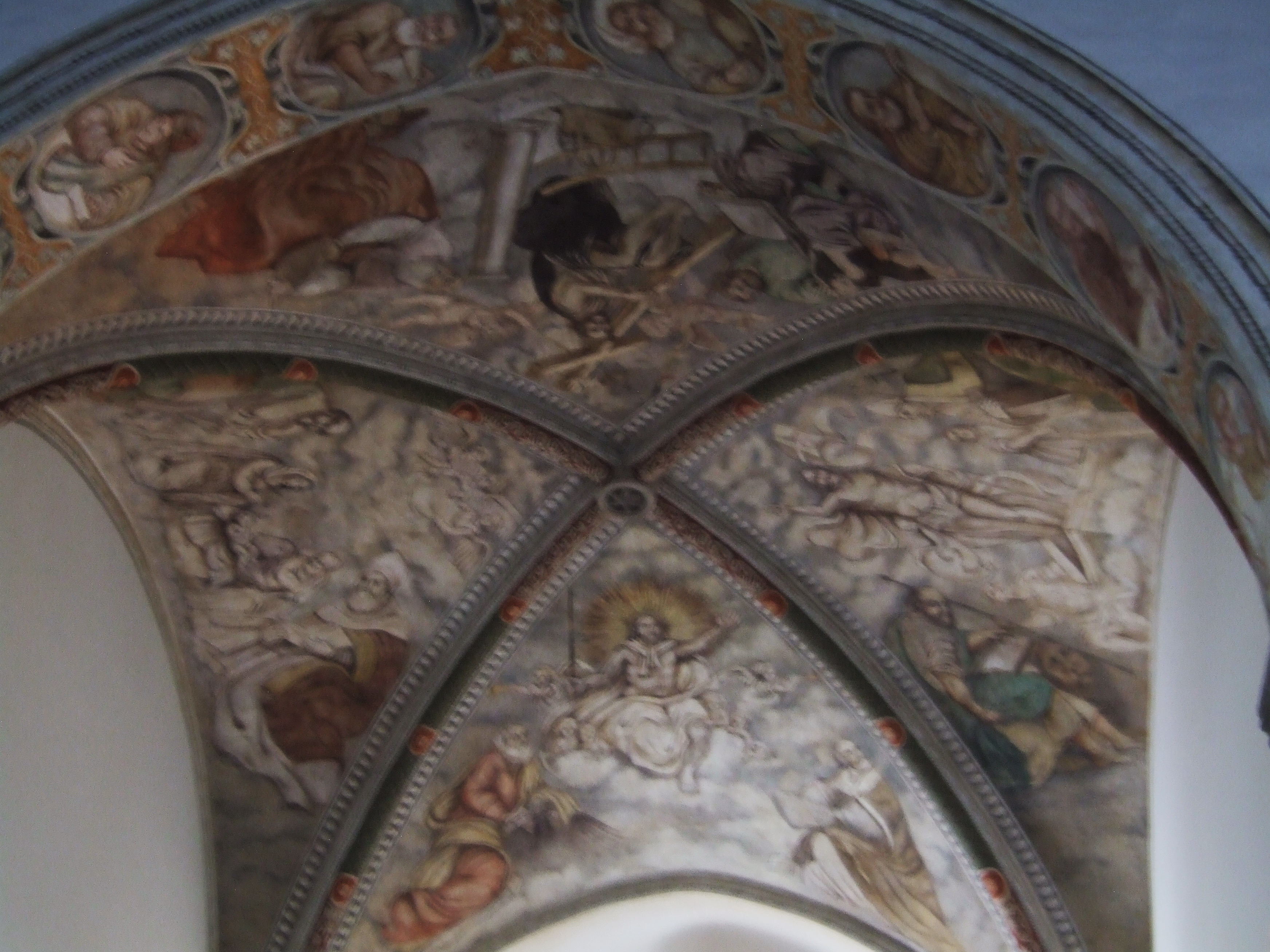
Volta affrescata del Duomo
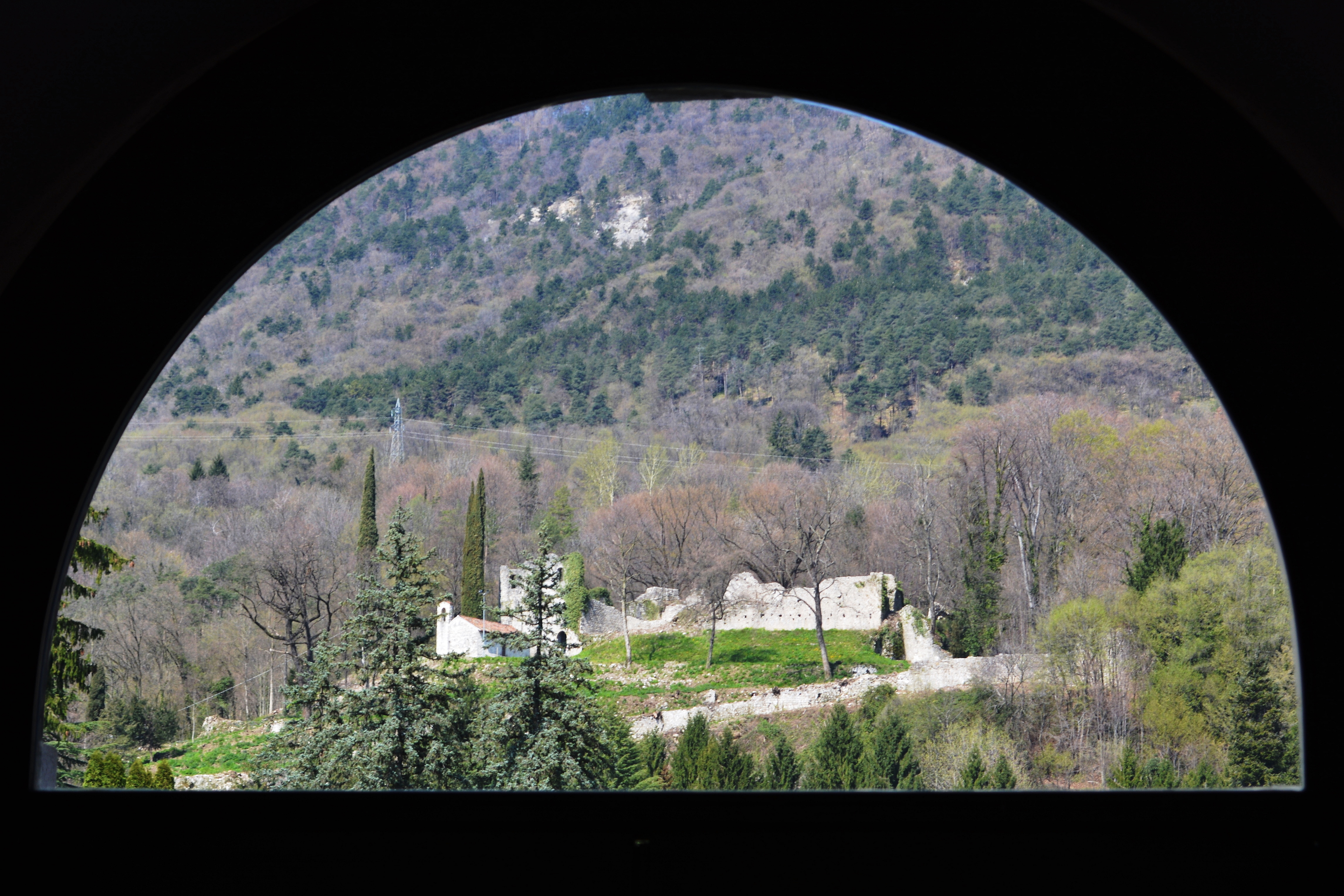
Il castello da Palazzo d'Attimis
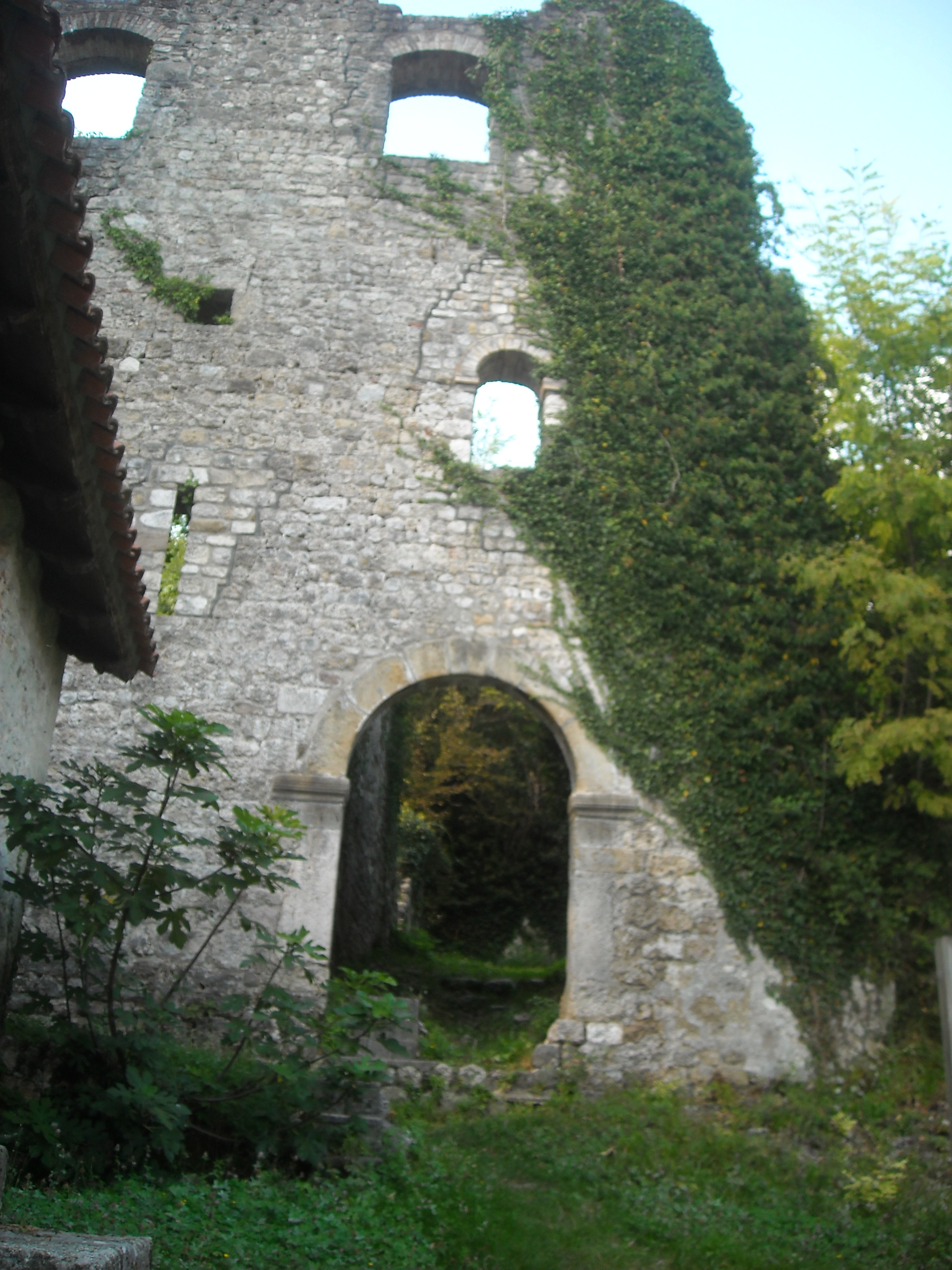
Ingresso ai ruderi del castello di Maniago
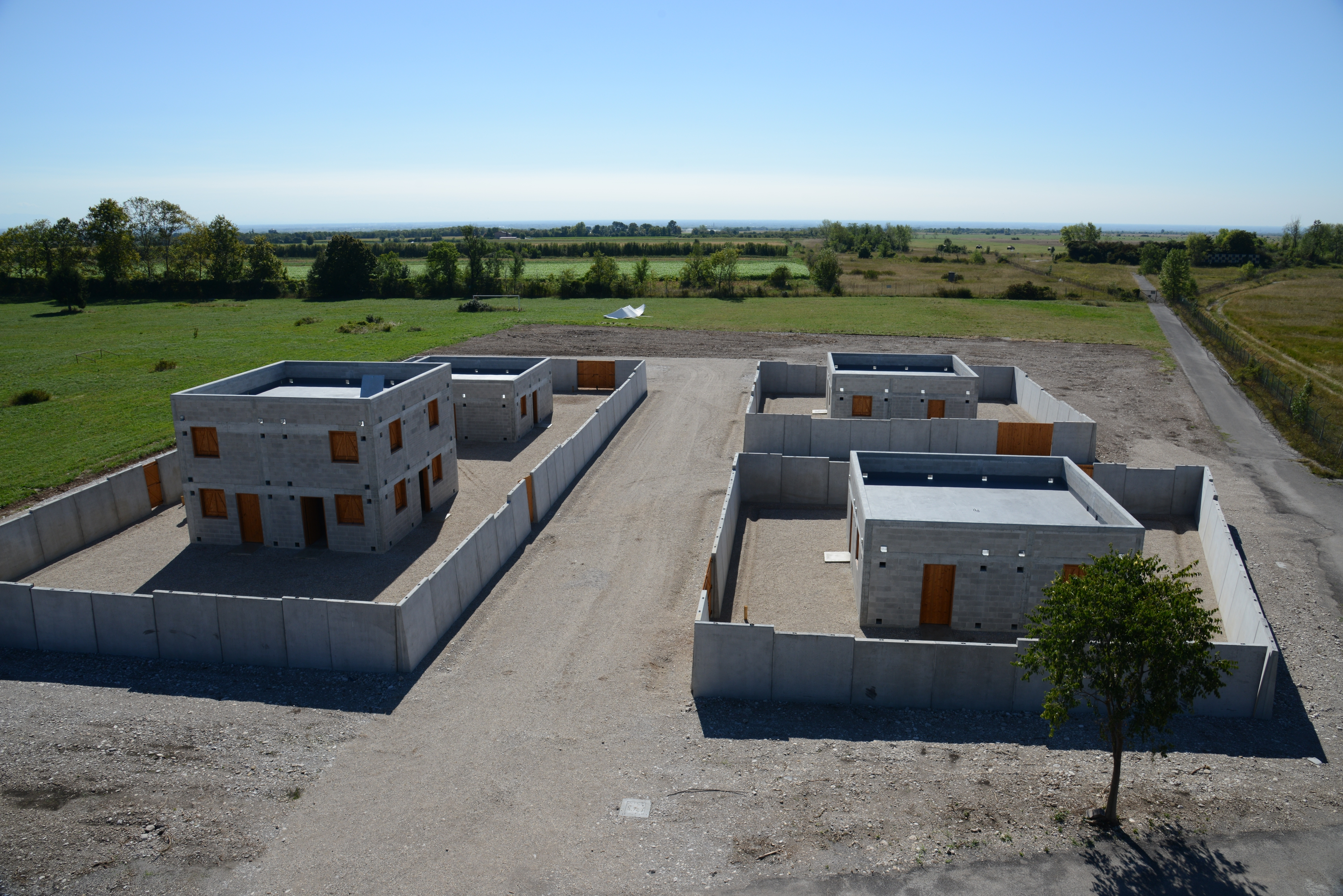
MOUT training site a Maniago
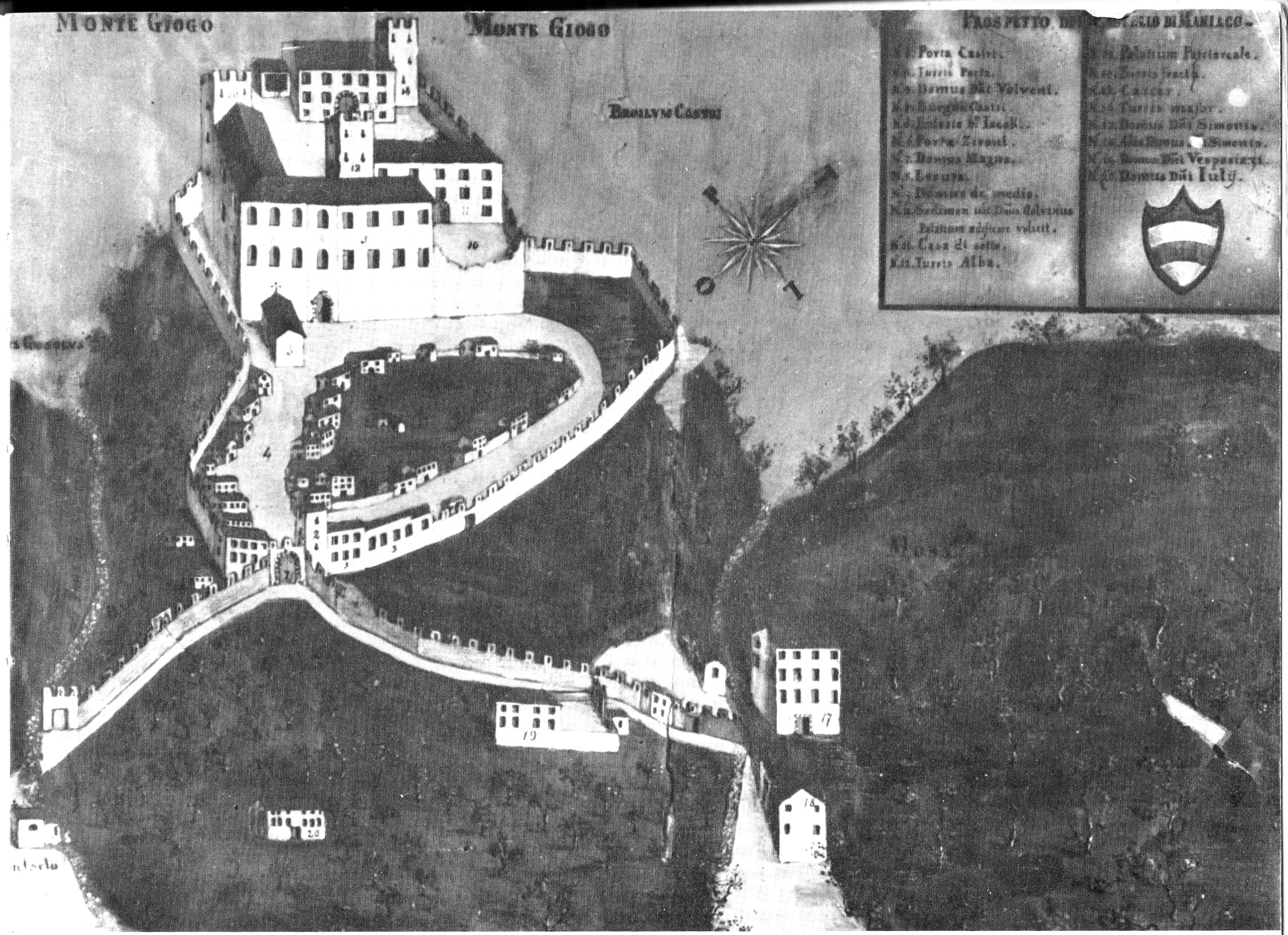
Il castello in un'illustrazione d'epoca